# Episodi di Riverdale (terza stagione)
La terza stagione della serie televisiva Riverdale, composta da ventidue episodi, è stata trasmessa in prima visione assoluta dalla rete televisiva The CW dal 10 ottobre 2018 al 15 maggio 2019.
Le riprese sono iniziate il 6 giugno 2018 e sono terminate il 13 aprile 2019.
In italiano, i primi undici episodi sono andati in onda su Premium Stories dal 26 marzo al 4 giugno 2019; i restanti sono stati trasmessi dal 10 settembre 2019 al 19 novembre 2019.
La stagione è stata pubblicata su Netflix il 1º marzo 2020, mentre su Amazon Prime Video è stata pubblicata il 1º febbraio 2020. Tutti i 22 episodi vengono trasmessi in chiaro su Italia 1 dal 2 al 10 gennaio 2020.
Gli antagonisti principali sono Hiram Lodge, Il Re Gargoyle ed Edgar Evernerver.
A partire da questa stagione Vanessa Morgan e Charles Melton entrano nel cast principale, mentre lasciano la serie Ashleigh Murray e Luke Perry.
| n° | Titolo originale                                    | Titolo italiano                                               | Prima TV originale | Prima TV in italiano |
| -- | --------------------------------------------------- | ------------------------------------------------------------- | ------------------ | -------------------- |
| 1  | Chapter Thirty-Six: Labor Day                       | Capitolo trentasei: "L'ultimo giorno d'estate"                | 10 ottobre 2018    | 26 marzo 2019        |
| 2  | Chapter Thirty-Seven: Fortune and Men's Eyes        | Capitolo trentasette: "Un gioco pericoloso"                   | 17 ottobre 2018    | 2 aprile 2019        |
| 3  | Chapter Thirty-Eight: As Above, So Below            | Capitolo trentotto: "Il manuale"                              | 24 ottobre 2018    | 9 aprile 2019        |
| 4  | Chapter Thirty-Nine: The Midnight Club              | Capitolo trentanove: "Le colpe dei padri"                     | 7 novembre 2018    | 16 aprile 2019       |
| 5  | Chapter Forty: The Great Escape                     | Capitolo quaranta: "La grande fuga"                           | 14 novembre 2018   | 23 aprile 2019       |
| 6  | Chapter Forty-One: Manhunter                        | Capitolo quarantuno: "Caccia all'uomo"                        | 28 novembre 2018   | 30 aprile 2019       |
| 7  | Chapter Forty-Two: The Man in Black                 | Capitolo quarantadue: "L'uomo in nero"                        | 5 dicembre 2018    | 7 maggio 2019        |
| 8  | Chapter Forty-Three: Outbreak                       | Capitolo quarantatré: "Quarantena"                            | 12 dicembre 2018   | 14 maggio 2019       |
| 9  | Chapter Forty-Four: No Exit                         | Capitolo quarantaquattro: "Senza via d'uscita"                | 16 gennaio 2019    | 21 maggio 2019       |
| 10 | Chapter Forty-Five: The Stranger                    | Capitolo quarantacinque: "Lo straniero"                       | 23 gennaio 2019    | 28 maggio 2019       |
| 11 | Chapter Forty-Six: The Red Dahlia                   | Capitolo quarantasei: "La dalia rossa"                        | 30 gennaio 2019    | 4 giugno 2019        |
| 12 | Chapter Forty-Seven: Bizarrodale                    | Capitolo quarantasette: "Un mondo alla rovescia"              | 6 febbraio 2019    | 10 settembre 2019    |
| 13 | Chapter Forty-Eight: Requiem for a Welterweight     | Capitolo quarantotto: "Requiem per un peso welter"            | 27 febbraio 2019   | 17 settembre 2019    |
| 14 | Chapter Forty-Nine: Fire Walk with Me               | Capitolo quarantanove: "Fuoco cammina con me"                 | 6 marzo 2019       | 24 settembre 2019    |
| 15 | Chapter Fifty: American Dreams                      | Capitolo cinquanta: "Il sogno americano"                      | 13 marzo 2019      | 1º ottobre 2019      |
| 16 | Chapter Fifty-One: Big Fun                          | Capitolo cinquantuno: "Diciassettenni"                        | 20 marzo 2019      | 8 ottobre 2019       |
| 17 | Chapter Fifty-Two: The Raid                         | Capitolo cinquantadue: "Faccia a faccia"                      | 27 marzo 2019      | 15 ottobre 2019      |
| 18 | Chapter Fifty-Three: Jawbreaker                     | Capitolo cinquantatré: "La rivincita"                         | 17 aprile 2019     | 22 ottobre 2019      |
| 19 | Chapter Fifty-Four: Fear The Reaper                 | Capitolo cinquantaquattro: "L'implacabile mietitore"          | 24 aprile 2019     | 29 ottobre 2019      |
| 20 | Chapter Fifty-Five: Prom Night                      | Capitolo cinquantacinque: "Il ballo"                          | 1º maggio 2019     | 5 novembre 2019      |
| 21 | Chapter Fifty-Six: The Dark Secret Of Harvest House | Capitolo cinquantasei: "Il segreto della casa della raccolta" | 8 maggio 2019      | 12 novembre 2019     |
| 22 | Chapter Fifty-Seven: Survive the Night              | Capitolo cinquantasette: "Sopravvivere alla notte"            | 15 maggio 2019     | 19 novembre 2019     |

## Capitolo trentasei: "L'ultimo giorno d'estate"
- Titolo originale: Chapter Thirty-Six: Labor Day
- Diretto da: Kevin Sullivan
- Scritto da: Roberto Aguirre-Sacasa

### Trama
La terza stagione di Riverdale si apre con un salto temporale di tre mesi, ovvero quelli estivi, durante i quali l'argomento più importante è stato Archie Andrews, accusato da Hiram Lodge di essere l'assassino di Cassidy Bullock.
Jughead narra di come Betty abbia arduamente lavorato assieme a Mary Andrews e a Sierra McCoy nel tentativo di aiutare l'amico.
Veronica, invece, ora nuova proprietaria della tavola calda di Pop, supplica in tutti i modi il padre Hiram di ritirare le accuse contro il fidanzato, ma senza successo.
Il giorno del processo, quando la figura di Archie viene screditata dalla procuratrice Wright, il giudice delibera la giuria, concedendo al ragazzo un probabile ultimo fine settimana da uomo libero. Per renderlo il più normale possibile, Archie, Betty, Veronica e Jughead lo passano dapprima alla festa in piscina a casa di Cheryl e poi al laghetto SweetWater, non prima però che i Serpents, Jughead, Betty, Cheryl, Toni, Sweet Pea e Fangs compresi, facciano visita ai Ghoulies per riprendersi Hot Dog, il cane mascotte della loro banda.
Nel frattempo, Betty è altrettanto preoccupata per sua madre Alice e per sua sorella maggiore Polly a causa della loro entrata a far parte della "Fattoria", luogo in cui Polly si nascose precedentemente e che pare abbia una cultura molto strana.
Arriva il giorno della sentenza e Archie, i suoi cari e gli amici scoprono che il giudice e la giuria, non avendo ancora concluso niente, devono far ricominciare il processo da capo. Non volendo far passare un altro brutto periodo alla sua famiglia, Archie decide di dichiararsi colpevole e, così facendo, verrà portato in un carcere minorile per scontare una pena di soli due anni. Prima di essere trasferito, Archie concede l'ultimo saluto a Veronica, che una volta tornata a casa dichiara guerra al padre.
Jughead, nel contempo, si reca nei boschi per ritrovare Dilton, il ragazzo membro degli scout locali arrivato da lui poco prima del processo in preda al panico, affermando di essere a conoscenza dell’esistenza di un certo "Re Gargoyle". Jughead, infine, ritrova sia Dilton, sia un altro suo amico, Ben, in fin di vita, nudi, con dei simboli runici incisi dietro la schiena e con le labbra bluastre, come se avessero fatto una sorta di rito satanico.
La puntata termina con Betty, la quale, sentendo dei rumori in giardino, vede con stupore sua madre e sua sorella lanciare nel fuoco Juniper e Dagwood, i figli gemelli di Polly, che però, improvvisamente, iniziano a levitare per aria. In preda alle convulsioni, Betty perde i sensi e cade per terra.
- Guest star: Martin Cummins (Tom Keller), Major Curda (Dilton Doiley), Robin Givens (Sierra McCoy), Tommy Martinez (Malachai), Penelope Ann Miller (Ms. Wright), Brit Morgan (Penny Peabody), Molly Ringwald (Mary Andrews), Tiera Skovbye (Polly Cooper), Henderson Wade (sceriffo Michael Minetta), Jordan Connor (Sweet Pea), Cody Kearsley (Moose Mason), Drew Ray Tanner (Fangs Fogarty).
- Ascolti USA: telespettatori 1.50 milioni - rating 18-49 anni 0.5%[5]

## Capitolo trentasette: "Un gioco pericoloso"
- Titolo originale: Chapter Thirty-Seven: Fortune and Men's Eyes
- Diretto da: Jeff Woolnough
- Scritto da: Michael Grassi

### Trama
Archie arriva in carcere, dove diventa il compagno di cella di un misterioso e riservato ragazzo di nome Mad Dog. Immediatamente, Archie viene preso di mira dalla banda di Ghoulies che lui stesso aveva fatto rinchiudere durante la gara di macchine della seconda stagione. Non può neanche contare sull'aiuto dei Serpents, poiché hanno subito notato che il ragazzo fingeva quando diceva di essere uno di loro. Infatti, FP ha disegnato sulla spalla di Archie un Serpent come una sorta di protezione, che tuttavia pare non funzionare anche per colpa di Joaquin, anch'egli imprigionato nel medesimo carcere. Nel frattempo, Veronica, che fa sempre visita al fidanzato, scopre che Cheryl è divenuta nuova rappresentante degli studenti, ruolo che lei stessa voleva ricoprire per l'assenza di Archie, in modo tale da rendere tutto come il ragazzo aveva lasciato. Betty, invece, si è ripresa dopo le convulsioni, causate da uno shock dovuto al troppo stress, lo stesso che le ha fatto avere delle allucinazioni la sera prima. Difatti, Alice e Polly confermano che non hanno assolutamente attentato alla vita dei piccoli Juniper e Dagwood, ma che stavano solamente cenando con alcuni amici della Fattoria. Ritornata a scuola e non avendo detto a nessuno di quanto accaduto, Betty conosce l'inquietante Evelyn Evernever, figlia di Edgar, colui che ha curato Alice dalla depressione in seguito agli avvenimenti del Black Hood. Betty e Jughead, successivamente, pagano un medico affinché dica loro qualcosa sull'autopsia di Dilton, precocemente morto. Il dottore comunica che il ragazzo è morto a causa di cianuro contenente in un calice e che di conseguenza non può affermare se si tratti di omicidio o suicidio. Pertanto i due si recano all'ospedale, dove Ben è in coma. In camera sua, la coppia rinviene uno strano talismano simile al Re Gargoyle di cui farneticava Dilton, e che appartiene a Ethel. Quest'ultima sostiene di essere la fidanzata di Ben, e di essersi unita al loro gioco "Gryphons & Gargoyles", le cui sedute si tenevano in un bunker segreto nella foresta. Nel frattempo, Archie dà il via a una partita di football tra Serpents e Ghoulies per affermare i veri campioni, e alla quale Veronica, insieme a Cheryl, Josie e le Vixens, fa il tifo. Tuttavia, il tutto viene fermato dall'arrivo di Hiram, che ordina al direttore di far intervenire i poliziotti, che aggrediscono brutalmente Archie e gli altri detenuti dinanzi agli occhi di Veronica, la quale, inoltre scopre che il padre ha fatto cancellare il suo nome dalla lista dei visitatori. Allora, Cheryl aiuta l'amica, dicendole di rivolgersi a Reggie, così che possa procurarle dei documenti finti con cui entrare in carcere. Risbattuto in cella, Archie viene inoltre a conoscenza del fatto che Mad Dog sia morto durante la rivolta, anche se non ha molto senso dato che non era neanche presente alla partita. Intanto, Betty e Jughead si inoltrano nel bosco per incontrare Ethel e andare al bunker segreto, ma durante il tragitto, i due si imbattono nel famigerato Re Gargoyle, che li costringe a scappare. Il giorno seguente, i due ritentano, e riescono finalmente a entrare nel bunker, dove trovano un vero e proprio set da giocatori, con tanto di bottiglie di cianuro e disegni del Re Gargoyle, capendo che quello di Dilton era solamente una sfida per il gioco. Nel bunker stesso, la coppia ritrova anche un ragazzino dato per disperso, che dice di essere un apprendista di Dilton. Ritornati a scuola, Betty e Jughead parlano con Ethel, che improvvisamente, si accascia al suolo, essendo vittima di terribili convulsioni, e una volta in ospedale, i due assistono al suicidio di Ben, che volendo riunirsi a Dilton, si getta giù da una finestra. Il finale termina con tutti i genitori dei ragazzi riuniti nell'ufficio di Hermione, che preoccupati parlano a proposito di ciò che è capitato a Dilton, che potrebbe in un certo modo ricollegarsi a un episodio di cui loro stessi sono protagonisti, accaduto molti anni prima e di cui hanno deciso di non parlarne mai più. Ma sembra proprio che il passato stia per ritornare a galla.
- Guest star: Nathalie Boltt (Penelope Blossom), Martin Cummins (Tom), Robin Givens (Sierra), Eli Goree (Mad Dog), Zoé de Grand'Maison (Evelyn Evernever), Shannon Purser (Ethel Muggs), Rob Raco (Joaquin DeSantos), Tiera Skovbye (Polly), Henderson Wade (sceriffo Minetta), Peter Bryant (Waldo Weatherbee), Cody Kearsley (Moose), William MacDonald (Warden Norton).
- Ascolti USA: telespettatori 1.28 milioni - rating 18-49 anni 0.4%[6]

## Capitolo trentotto: "Il manuale"
- Titolo originale: Chapter Thirty-Eight: As Above, So Below
- Diretto da: Jeff Hunt
- Scritto da: Aaron Allen

### Trama
Il direttore del carcere isola Archie fino a che non gli darà una risposta sul voler essere o meno il nuovo Mad Dog. Archie si sente quindi costretto ad accettare quando vede il povero Joaquin picchiato barbaramente durante una lotta tra detenuti, organizzata dal direttore stesso. Nel frattempo, dopo una notte di passione, Alice e FP sono ancora preoccupati per i figli, terrorizzati dal fatto che possano iniziare a giocare a "Gryphons & Gargoyles". Betty e Jughead non fanno a meno che pensare al suicidio di Ben e teorizzano un'ipotesi: dato che sia la Fattoria, sia le partite a G&G sono nate quell'estate, magari potrebbero essere collegate, pertanto, Betty tenta di scoprirne di più su Edgar facendo finta di voler entrare nella Fattoria, mentre Jughead convince Ethel, dimessa dall'ospedale, a fargli imparare a giocare. Intanto, Veronica, spronata da Betty, apre finalmente il locale clandestino da Pop, ingaggiando Reggie, Kevin e Josie, rispettivamente come suo assistente, presentatore di spettacoli e cantante. Un giorno, tuttavia, Penny Peabody fa visita a Veronica offrendole la protezione da parte dei Ghoulies, ma dinanzi ai rifiuti della ragazza, la donna arriva a minacciarla di mettere a soqquadro il locale. Difatti, successivamente, arrivano dei pacchi contenenti intere scorte di Jingle Jangle, e Veronica intuisce subito si tratti di una mossa dei Ghoulies dopo l'arrivo di Minetta, che, grazie all'aiuto di Reggie, non trova nulla di sospetto. Veronica capisce dunque che suo padre sta muovendo le pedine in modo astuto per farla cadere, ma la nuova signora d'affari ha già in mente un piano. Contemporaneamente, Betty arriva a casa, dove ad attenderla ci sono sua madre, sua sorella, Evelyn e gli altri membri della Fattoria, eccetto Edgar. Betty ha comunque un ripensamento quando scopre che Alice ha già raccontato molti dettagli intimi e segreti riguardo alle loro vite, incluso l'omicidio avvenuto nella 2ª stagione a causa di Chic. Intanto, Jughead si reca nel bunker di Dilton per giocare con Ethel. Dopo aver tentato la sorte, bevendo da un calice, fortunatamente privo di cianuro, Jughead entra in possesso del manuale di G&G, ma subito dopo, Ethel ingerisce il veleno, venendo di corsa portata dall'amico in ospedale. Veronica chiede aiuto a Cheryl e Toni per entrare in incognito nel White Wyrm dei Ghoulies e provare che nascondano un laboratorio segreto in cui fabbricare droga. Le tre riescono a scattare delle foto, grazie alle quali Ronnie minaccia il padre di smetterla di metterle i bastoni fra le ruote. La sera dell'inaugurazione del "Bonne Nuit" di Veronica, partecipano tutti, incluso Hiram stesso, tenuto d'occhio da Reggie. Contemporaneamente, Archie prende parte ai round della prigione, ma i poliziotti non sono entusiasti della performance, in quanto il giovane stende in men che non si dica l'avversario. Così, ricattato dal direttore, è costretto a non difendersi per 5 round consecutivi, al fine dei quali mette KO chiunque. Da lì, il direttore capisce delle enormi potenzialità di Archie. Quest'ultimo, ritornato in cella, si guadagna alcuni degli oggetti di Mad Dog, tra i quali trova anche un libro contenente un piccone messo appositamente lì dall'ex compagno. Archie mette dunque in atto un piano per scappare assieme ad altri prigionieri. Rincasati, Betty e Jughead vengono sorpresi dai genitori, che danno di matto per aver trovato il solo e unico manuale di G&G, bruciato di seguito nel fuoco. Il finale vede Jughead aggirarsi nei corridoi scolastici, restando stupefatto nel vedere tutti gli studenti con in mano un manuale sul gioco, capendo di conseguenza che si tratti di una mossa attuata da Ethel, la quale, nel mentre, si inchina al Re Gargoyle nella sua camera di ospedale.
- Guest star: Zoé de Grand'Maison (Evelyn), Brit Morgan (Penny), Shannon Purser (Ethel), Rob Raco (Joaquin), Tiera Skovbye (Polly), Henderson Wade (sceriffo Minetta), Jordan Connor (Sweet Pea), Cody Kearsley (Moose), William MacDonald (Warden), Connor Paton (Baby Theeth), Alvin Sanders (Pop Tate), Drew Ray Tanner (Fangs Fogarty).
- Ascolti USA: telespettatori 1.40 milioni - rating 18-49 anni 0.5%[7]

## Capitolo trentanove: "Le colpe dei padri"
- Titolo originale: Chapter Thirty-Nine: The Midnight Club
- Diretto da: Dawn Wilkinson
- Scritto da: Tessa Leigh Williams

### Trama
Alice è messa alle strette da Betty, che pretende di sapere tutta la verità a proposito di G&G. Per la donna è arrivato dunque il momento di confessare. Torniamo indietro nel passato di circa 20 anni, quando i genitori dei nostri protagonisti erano ancora dei liceali, e che in questa puntata vengono interpretati dalle versioni giovani dei rispettivi figli. Ognuno di loro non ha legami d'amicizia con l'altro, e sono totalmente diversi da ciò che sono diventati adesso: Fred Andrews è amante della musica e delle bravate; Alice, all'epoca ribattezzata come Smith, fa parte dei Southside Serpents ed ha appena scoperto di aspettare un bambino da FP Jones, un donnaiolo che cerca di sfuggire al suo destino da Serpent; Hermione, in origine Gomez, è una ragazza cattolica, innamorata di un giovane Hiram Lodge, relazione ostacolata dal contrastante pensiero della madre, che lo reputa un poco di buono; Sierra Samuels è una talentuosa ragazza di colore, fidanzata in segreto con Tom Keller; e infine Penelope Blossom, la cocca del professore. Un giorno, tutti loro si trovano riuniti in un'unica aula per scontare una punizione di 8 ore. Inizialmente i ragazzi non si sopportano e continuano a litigare, ma poi decidono di giocare a Segreti e Peccati. Iniziano così a rivelarsi i loro segreti più intimi, come l'adozione di Penelope nella famiglia Blossom, o la violenza domestica ai danni di FP. Quello stesso sabato pomeriggio, i liceali rinvengono in un cassetto della scrivania dell'insegnante un misterioso gioco da tavolo, chiamato "Gryphons & Gargoyles", il cui scopo principale è quello di ascendere al potere del famigerato Re Gargoyle. Non avendo nulla da fare, i ragazzi cominciano la sfida, e per loro diventa una sorta di dipendenza e tradizione giocarci in incognito ogni sera a scuola, soprannominandosi "The Midnight Club". Specialmente, la notte in cui si tenne la "Festa d'Ascensione", organizzata da chissà chi, Fred, Alice, Hermione, FP, Penelope e Sierra si imbattono in Tom, Hiram, Marty Mantle e Darryl Doiley, anch'essi partecipanti al gioco. Hiram porta con sé della droga, le Fizzle Rocks, i cui effetti rendono esaltati e strafatti tutti i presenti. Tutti eccetto Alice, che per via della gravidanza decide di non assumere nulla. Alice stessa, poco dopo, corre in bagno per la nausea e trova delle scritte sulle mura e due calici posti dinanzi ad essa, contenenti del liquido bluastro. La ragazza esce dal bagno e si trova faccia a faccia con il Re Gargoyle. Alice scappa via ma prima di andarsene dalla scuola vede per l'ultima volta il preside Featherhead entrare nell'edificio. Il giorno seguente, Alice scopre da Hermione della morte del padre di Fred, molto malato, deceduto la sera precedente mentre erano a scuola, e della scomparsa del preside, il cui cadavere viene poi rinvenuto in uno stanzino, con le labbra blu. Non volendo essere accusati della morte del preside, in quanto ultimi a vederlo la notte dell'ascesa e ad essere illegalmente presenti a scuola, i ragazzi del Midnight Club giurano di non far parola con nessuno riguardo a quanto successo, e né tanto meno su G&G. Da allora ritornano ad essere perfetti sconosciuti e prendono strade diverse: Fred abbandona la sua passione musicale per lavorare; Alice smette di essere una Serpent e inizia a frequentare Hal Cooper; Hermione si ribella alla famiglia ed ufficializza la sua relazione con Hiram; FP diventa finalmente membro dei Serpents; Penelope diventa una vera e propria donna di carriera nell'impresa dei Blossom, mentre Sierra e Tom decidono di lasciarsi. Nel presente, una volta terminato il racconto, Alice rivela a Betty che molto probabilmente chi uccise Featherhead faceva parte del Midnight Club e quella notte, uno di loro doveva bere da uno dei calici, di cui, quello avvelenato, finì tra le mani del preside. Betty corre immediatamente nel bunker sotterraneo da Jughead per raccontargli tutto. Tuttavia, trova il fidanzato assieme a Cheryl, Toni, Sweet Pea e Fangs intenti a giocare a G&G.
- Guest star: Michael Consuelos (Teen Hiram Lodge), Major Curda (Teen Darryl Doiley), Anthony Michael Hall (Featherhead), Peter Bryant (Waldo), Jordan Connor (Sweet Pea), Alvin Sanders (Pop Tate), Drew Ray Tanner (Fangs Fogarty).
- Ascolti USA: telespettatori 1.37 milioni - rating 18-49 anni 0.4%[8]

## Capitolo quaranta: "La grande fuga"
- Titolo originale: Chapter Forty: The Great Escape
- Diretto da: Pam Romanowsky
- Scritto da: Greg Murray e Ace Hasan

### Trama
Archie, Joaquin ed altri prigionieri tentano il loro primo piano di fuga, andato tuttavia male, ragion per cui, Archie viene punito in maniera dolorosa dal direttore Norton, che lo marchia su un fianco di uno strano simbolo runico. Veronica, tramite i contatti con il ricco Elio, incontrato già nella 2ª stagione, riesce ad ottenere un posto da spettatrice, ovviamente in incognito, ai round clandestini del carcere. La ragazza, notando della sofferenza del fidanzato e dopo aver passato un po' di tempo con lui, comincia a pianificare un tentativo per farlo evadere, contando sull'aiuto di Betty, Reggie, Kevin e Josie. Nel frattempo Jughead e gli altri Serpents continuano a giocare a G&G, e Betty inizia a preoccuparsi per la sanità mentale del ragazzo, il quale pensa che gioco e realtà siano la stessa cosa, il tutto manipolato da una mente assai più grande. Prima di una lotta, Archie viene dapprima baciato e poi pugnalato da Joaquin, che si giusitifica dicendo che il direttore lo ha convinto in maniera tale da "ascendere". Intanto, la Grande Fuga ha inizio: Veronica e Reggie, sotto false identità, assistono allo scontro tra Archie e il redivivo Mad Dog; Kevin e Josie entrano come membri dello staff; mentre Betty attende dall'altra parte della prigione, in attesa dell'arrivo di Archie. Purtroppo, Veronica viene scoperta da Hiram, ma ciò non le vieta di dare il via al piano, gettando assieme a Reggie e Josie delle lattine contenenti del gas fatto in casa con il quale distrarre i presenti mentre Archie si cala in un condotto fognario, aiutato da Mad Dog, che trattiene le guardie. Betty corre in soccorso dell'amico, ed insieme scappano a bordo della motocicletta di Jughead, che nel mentre sta ancora giocando con Cheryl, Toni, Sweet Pea e Fangs. Accerchiati dagli uomini di Norton, viene rivelato che insieme a Betty non vi è Archie, bensì Kevin, e che il nostro protagonista è scortato da Veronica verso l'auto per arrivare al bunker segreto dove tenerlo sotto cura. Qui, Veronica fa promettere agli amici di non fare parola con nessuno circa la permanenza di Archie nel bunker, facendo a turno a chi debba controllarlo. Jughead, invece, comincia a sospettare che il Re Gargoyle sia in verità proprio Norton, in quanto il simbolo runico sul fianco di Archie rimanda a quelli trovati sui corpi di Dilton e Ben, e inoltre il direttore si rivolgeva al ragazzo con il soprannome di "Paladino Rosso", una delle figure di G&G. Tuttavia, deve ricredersi quando Norton si suicida nel suo ufficio alla prigione, ingerendo del cianuro contenuto in un calice. L'episodio termina con Jughead, che di ritorno dal bunker, si imbatte nel Re Gargoyle nella foresta.
- Guest star: Martin Cummins (Tom Keller), Robin Givens (Sierra), Eli Goree (Mad Dog), Rob Raco (Joaquin), Jordan Connor (Sweet Pea), William MacDonald (Warden), Alvin Sanders (Pop Tate), Drew Ray Tanner (Fangs Fogarty).
- Ascolti USA: telespettatori 1.25 milioni - rating 18-49 anni 0.4%[9]

## Capitolo quarantuno: "Caccia all'uomo"
- Titolo originale: Chapter Forty-One: Manhunter
- Diretto da: Rachel Talalay
- Scritto da: Cristine Chambers

### Trama
Mentre Betty è nel bunker a sorvegliare Archie, sopraggiunge un confuso Jughead, che le rivela di essersi imbattuto nel Re Gargoyle e in quella che sembrava essere la sua inquietante gang di persone mascherate. Archie gli comunica che Kevin aveva sentito dire da Joaquin, durante la fuga, che il ragazzo si era unito ad una nuova banda, e insieme pensano immediatamente a quella del Re Gargoyle. Dunque, Jughead ordina subito a Sweet Pea e Fangs di trovare Joaquin. Nel frattempo, Veronica non smette di combattere per l'innocenza di Archie. Riesce a mettere le mani sui documenti riguardanti il suo caso, e tra i filmati, Ronnie ne trova uno in cui pare siano stati eliminati 10 minuti dell'interrogatorio tra Minetta e uno dei complici di Cassidy Bullock. Le prove la portano a indagare nell'ufficio di Hermione, dove trova il pezzo mancante del video. Nonostante ciò, viene beccata dalla polizia e sbattuta in cella. Archie, intanto, non volendo aspettare l'aiuto di Veronica, chiede a Kevin di accompagnarlo verso le miniere di Shadow Lake, in cui il direttore Norton gli disse che si nascondono i complici di Bullock, in modo tale da farli confessare di essere innocente. Malauguratamente, Hiram è sempre un passo avanti, e ordina a Minetta di recarsi alle miniere ed eliminare i testimoni. Archie e Kev arrivano troppo tardi, ma riescono a portare l'ultimo superstite all'ospedale, dove purtroppo non ce la fa. Fred e Tom, avvisati da Veronica, accorrono all'ospedale, ma Archie è già scappato. Mentre Josie è colpita da un attacco di convulsioni a scuola, Betty convoca, con l'inganno, tutti i membri del Midnight Club al Bonne Nuit di Veronica per chiarire una volta per tutte: a confessare è Penelope Blossom, la quale rivela di come Daryl Doiley fosse talmente innamorato di lei da pianificare l'omicidio di uno di loro. Il signor Doiley, frustrato dall'ennesima porta sbattutagli in faccia dalla Blossom, tuttavia si suicidò, apparentemente, nella sua auto a causa di monossido di carbonio. Ma Betty non è assolutamente sicura, perché, confrontandosi con il coroner, scopre che Daryl Doiley è morto per oleandro, una speciale pianta che coltiva proprio Penelope. Inoltre, il caso, da suicidio ad omicidio, non è mai stato rivelato come tale, e sembra che sia Tom, lo sceriffo di allora, che Alice abbiano insabbiato la verità, anche se non sappiamo bene il motivo. Rincasate, Alice e Betty si scontrano col terrificante Re Gargoyle, e insieme ad FP, sopraggiunto da una finestra, attendono fino a che la creatura non va via. Contemporaneamente, Veronica esce di prigione su cauzione di Sierra McCoy, consegnandole finalmente la tanto attesa prova che serviva per dimostrare l'innocenza di Archie, che ora è un uomo libero. Purtroppo, Archie non se la sente di ritornare a Riverdale, consapevole che la lotta contro Hiram non è ancora finita, e per non rischiare di mettere a rischio l'incolumità della famiglia, degli amici e della fidanzata, decide di andar via, concedendo un ultimo, doloroso addio a Veronica tramite una straziante telefonata. In seguito, il nostro Paladino Rosso s'incammina assieme a Jughead verso un nuovo posto in cui vivere. Nel frattempo, i Serpents rinvengono il cadavere di Joaquin, con la identica runa di Archie marchiatagli in fronte, che sta a significare "Sacrificio". In casa Cooper, invece, Alice, capendo che l'aggressione di quella notte era solamente l'inizio, prende una decisione: lei e Polly andranno alla Fattoria, e per impedire a Betty di continuare ad indagare, la spedisce nell'inquietante struttura delle "Sisters of Quiet Mercy". La puntata termina con Betty, che, una volta entrata all'ospedale psichiatrico, si accorge che tutti i pazienti stanno disegnando il Re Gargoyle.
- Guest star: Nathalie Boltt (Penelope), Martin Cummins (Keller), Robin Givens (Sierra), Zoé de Grand'Maison (Evelyn), Rob Raco (Joaquin), Henderson Wade (sceriffo Minetta), Peter Bryant (Waldo), Jordan Connor (Sweet Pea), Drew Ray Tanner (Fangs Fogarty).
- Ascolti USA: telespettatori 1.27 milioni - rating 18-49 anni 0.4%[10]

## Capitolo quarantadue: "L'uomo in nero"
- Titolo originale: Chapter Forty-Two: The Man in Black
- Diretto da: Alex Pillai
- Scritto da: Janine Salinas Schoenberg

### Trama
Questo episodio divide le storie dei nostri protagonisti in tre diverse dinamiche:
- Si comincia con Archie e Jughead. I due ragazzi, dopo chilometri e chilometri di strada, decidono di trovare un posto in cui dormire. Arrivano ad una fattoria, abitata da due sorelle, Laurie e Gracie Lake, che li accolgono per una sola notte in cambio di un aiuto col fienile. Archie e Jug si presentano però sotto false identità, e il mattino successivo, mentre il nostro Paladino Rosso si occupa di sistemare il fieno, il Game Master si incammina per la desolata cittadina in cui si trova la fattoria. Da un'anziana donna, Jughead capisce che tutti gli uomini sono andati a lavorare in una sorta di prigione che funge anche da laboratorio per fabbricare Fizzle Rocks, la stessa droga che i membri del Midnight Club ingerirono quella fatidica notte. Da quando è comparsa la droga in città, gestita da un misterioso uomo in nero, allo stesso tempo, sono comparsi anche gli strani simboli del Re Gargoyle. Nel mentre, dopo un bacio tra Archie e Laurie, frenato dai sentimenti che il ragazzo nutre ancora verso Veronica, Archie le rivela della sua vera identità, ma subito dopo viene steso con un colpo alla testa, scoprendo che Laurie ha stretto un accordo con Hiram, l'uomo in nero, affinché lui liberi suo padre e suo fratello in cambio del Paladino Rosso. Fortunatamente, Jughead arriva prima che Hiram possa mettere le mani su Archie, e persuade il ragazzo a non ucciderlo, scappando poi dalla fattoria. Di nuovo in cammino, Jughead suggerisce di andare a trovare sua madre Gladys e sua sorella minore Jellybean.
- Poi, è il turno di Veronica. La ragazza, distrutta per l'abbandono di Archie, prepara le valigie e lascia Pembrooke, andando a vivere momentaneamente al suo Bonne Nuit. I conti però non tornano, e Veronica prende una decisione azzardata: invita Elio e alcuni suoi amici ricconi per una sola notte da casinò, in modo tale da accaparrarsi un bel po' di soldi. Avvertita dal padre Hiram dei loschi criminali che presenzieranno quella sera, Veronica gioca con astuzia, e riesce a vincere, anche se dopo un iniziale momento di tensione. Alla fine però, Veronica ammette a Reggie di aver imbrogliato, ingaggiando un professionista per manomettere le carte, sotto consiglio di Hiram. Pop le rammenta però che non deve assolutamente seguire le sue orme, e la rende partecipe del fatto che il cadavere decapitato e con le mani segate di Minetta è stato rinvenuto, e si potrebbe trattare di un omicidio commissionato proprio da Hiram.
- Infine, troviamo le disavventure di Betty all'interno del manicomio. Betty cerca di mostrarsi sempre più sana di mente, in modo tale da essere liberata. Le vengono quotidianamente donate, così come ad altre pazienti, delle speciali caramelle, che altro non sono se non le Fizzle Rocks. Betty, tra l'altro, diviene la compagna di stanza di Ethel, che nella struttura è reputata l'Ape Regina. Ethel inizia a stuzzicare Betty, dicendole che ormai Jughead è innamorato di lei, ma la Cooper non ci casca, e riesce a scoprire che quando le pazienti si comportano male, vengono condotte nella camera del Re Gargoyle. Betty tenta di entrarci, ma viene beccata da Ethel. Inoltre, nei giorni a venire, Betty nota la presenza di due persone sospette all'interno dell'edificio: Claudius Blossom e Hiram Lodge. Betty collega immediatamente Hiram alle Fizzle Rocks, ed è intenzionata a scoprirne di più negli archivi. Fingendo di avere un attacco di convulsioni, Betty viene portata in infermeria, e una volta sola, recupera i suoi fascicoli, leggendo che un certo H.L., ovviamente Hiram Lodge, ha commissionato a Sorella Woodhouse di aumentarle le dosi di Fizzle Rocks, che per fortuna la ragazza non ha mai preso. Con le prove necessarie per uscire e incriminare Hiram e far chiudere la struttura, Betty è in procinto di fuggire tramite il passaggio segreto con cui Veronica, Toni e Kevin salvarono Cheryl nella precedente stagione. Purtroppo, viene scoperta da Ethel e da Sorella Woodhouse, che con la forza, le fanno ingerire le pillole e poi la conducono nella camera del Re. La puntata termina con Betty, che in uno stato catatonico, ha delle allucinazioni sul Re Gargoyle e pare aver assunto un atteggiamento di adorazione verso la creatura.
- Guest star: Barclay Hope (Claudius Blossom), Riley Keough (Laurie Lake), Shannon Purser (Ethel), Alvin Sanders (Pop Tate).
- Ascolti USA: telespettatori 1.09 milioni - rating 18-49 anni 0.4%[11]

## Capitolo quarantatré: "Quarantena"
- Titolo originale: Chapter Forty-Three: Outbreak
- Diretto da: John Kretchmer
- Scritto da: James DeWille

### Trama
Le avventure di Jughead e Archie non finiscono. I due amici sono finalmente arrivati a Toledo, città in cui vivono Gladys e Jellybean "JB" Jones, che lavorano in uno sfasciacarrozze, gestendo affari non del tutto legali. Il pericolo è sempre dietro l'angolo, e infatti, una sera Penny Peabody riesce a scovare e aggredire Archie, salvato in extremis da JB. Gladys si occupa personalmente della ex Serpent, comprendendo il fatto che non è solo Archie l'obiettivo di Hiram, ma anche coloro che stanno dalla sua parte e lo aiutano, Jughead incluso. Seguendo il consiglio di Gladys, Archie decide di continuare il proprio cammino, stavolta però da solo. Dopo aver salutato suo padre Fred, accorso per rivederlo un'ultima volta, Archie varca il confine canadese assieme al cane Vegas. Intanto, a Riverdale, le cose stanno sfuggendo di mano. Le River Vixen hanno avuto una specie di "convulsione di massa", comprese Veronica e Toni. Mentre Toni viene scortata a Thistlehouse da Cheryl, che inoltre le propone di trasferirsi da lei, Veronica, una volta ripresasi, scopre che i genitori vogliono mandarla a New York per la sua incolumità. Tuttavia, la ragazza rifiuta, pensando ci sia dell'altro dietro questa loro decisione, per cui chiede a Reggie di indagare sulle Fizzle Rocks, possibili cause delle convulsioni. Reggie apprende il fatto che le caramelle vengono donate gratuitamente alle persone dalla banda dei Gargoyle, così Veronica e Cheryl interrompono la riunione dei genitori alla Riverdale High per capire i loro piani. Oltre a sapere che le River Vixen sono state portate all'ospedale per essere curate e tenute sott'occhio, Penelope è vittima delle convulsioni. Nel frattempo, Betty, al manicomio, intrappola Ethel nella camera del Re Gargoyle, volendole dimostrare che la creatura, almeno all'interno della struttura, è solo una visione provocata dalle Fizzle Rocks che ingeriscono le pazienti. Convinta Ethel, Betty si allea con quest'ultima per fuggire da quel posto maledetto, ma non prima di aver capito la verità su G&G. Le due rapiscono e conducono Sorella Woodhouse nella stanza del Re, costringendola a confessare: pare che la camera sia sempre esistita, ma che fungeva da posto per punire i bambini cattivi, i quali, malati di una fervida immaginazione, crearono la figura del Re Gargoyle e il gioco. Inizialmente, il gioco sarebbe dovuto rimanere dalle sorelle, ma per un motivo a noi ignoto, è riuscito a diffondersi tra il resto della comunità. Appreso ciò, Betty ed Ethel lasciano la donna nel seminterrato e liberano i pazienti grazie ad un astuto piano. Nel contempo, Veronica e Cheryl hanno anch'esse costretto una persona a rivelare i loschi piani di Hiram Lodge, ossia Penelope Blossom. Le due, affiancate da Kevin, Moose e il resto dei cadetti, si dirigono nell'ufficio di Hermione per evitare che faccia una chiamata che determinerà il futuro di Riverdale, ma arrivano troppo tardi. Infatti, Hiram ha imposto la quarantena dell'intera città, facendo credere che le convulsioni di massa sono provocate da una sorta di virus. L'episodio si conclude con Jughead ed FP, che di ritorno da Toledo, non possono rientrare a Riverdale poiché in isolamento, mentre Hiram brinda alla riuscita del suo piano insieme al Re Gargoyle.
- Guest star: Nathalie Boltt (Penelope), Gina Gershon (Gladys Jones), Brit Morgan (Penny), Shannon Purser (Ethel), Peter Bryant (Waldo), Cody Kearsley (Moose), Trinity Likins (Jellybean Jones), Alvin Sanders (Pop Tate).
- Ascolti USA: telespettatori 1.20 milioni - rating 18-49 anni 0.4%[12]

## Capitolo quarantaquattro: "Senza via d'uscita"
- Titolo originale: Chapter Forty-Four: No Exit
- Diretto da: Jeff Hunt
- Scritto da: Arabella Anderson

### Trama
Archie vive per i boschi insieme al fidato cane Vegas. Un giorno, durante una passeggiata, Archie viene aggredito e ferito gravemente da un grizzly, riuscendo a rifugiarsi, a medicarsi e a chiamare aiuto. L'alta febbre e tutto il sangue perso, gli provocano delle visioni. Nel frattempo, a Riverdale, Betty ospita in casa propria i ragazzi scappati dal manicomio, scoprendo che uno di loro, Tyler, assume le Fizzle Rocks vendutegli da un Serpent, così ne parla con Jughead. Anche se la quarantena è terminata, il tasso di criminalità è aumentato, infatti, Cheryl e Toni compiono furti nelle ville dei più ricchi, e una notte si ritrovano a rubare l'Uovo di Glamourge che Hiram regalò ad Hermione, lasciando la loro firma sul quadro che Hiram ha appeso nel suo studio: del rossetto rosso stampato sulla sua guancia. Veronica, intanto, chiede la protezione del padre dalla banda dei Gargoyle in cambio di una equa retribuzione dei guadagni del suo Bonne Nuit e dopo un iniziale e fallito piano per prenderlo in giro, stringono un accordo, a patto che Cheryl e Toni restituiscano l'Uovo rubato. Veronica consulta Jughead, e insieme giungono ad una saggia conclusione: se le due innamorate le riporteranno l'Uovo, lei sarà libera dalla "protezione" del padre e assumerà i Serpents come suoi protettori. Nel contempo, Betty apprende da Polly ed Evelyn, intenzionate a far entrare nella Fattoria i pazienti del manicomio, che è stato Fangs a spacciare le Fizzle Rocks ottenute dalla gang dei Gargoyle, per pagare le cure necessarie a sua madre malata. Jughead prova pietà per il ragazzo e per questa volta chiude un occhio, a patto che la smetta con lo spaccio di droga. Invece, si vede costretto a bandire Cheryl e Toni dato il loro recente furto. Messo alle strette da queste ultime, deve esiliare anche Fangs. Una volta recuperato l'Uovo, Jughead lo consegna a Veronica, che lo fa trovare in frantumi sulla scrivania del padre, segno del termine dei loro accordi. Betty torna a casa, e scopre da Alice che dopo il recente attacco ai danni di Tyler da parte del Re Gargoyle, che i pazienti credevano morto, tutti i ragazzi sono stati portati alla Fattoria su consiglio di Edgar. Betty scopre, inoltre, tramite un assistente sociale, che le Sorelle della Misericordia, imprigionate per abuso di minori, non sono più vincolate alla religione cattolica da più di sessant'anni all'insaputa di tutti e che, di conseguenza, il voto del silenzio fatto per non infangare Lodge in tribunale, non sarà mai creduto da alcun giudice. Con questa leva, Betty e l'avvocato McCoy convincono dunque Sorella Woodhouse a confessare contro Hiram e mandarlo al fresco. Tuttavia, una sera, Sierra telefona Betty per comunicarle che la cauzione delle suore è stata anonimamente pagata e che queste, prima abbandonare la stazione di polizia, hanno lasciato un messaggio ambiguo su un muro, che manda i sospetti della Cooper nella Camera del Re Gargoyle. Qui, infatti, Betty ritrova i corpi delle sorelle con le labbra blu, prostrate dinanzi alla statua del Re. Intanto, Jughead dà a Fangs un'altra possibilità di redimersi: dovrà fare da talpa all'interno della banda dei Gargoyle. Mentre Veronica e Reggie si scambiano un fugace bacio dopo una fantastica serata al Bonne Nuit, Archie, nella sua mente, supera tre diverse prove: nella prima sconfigge il Black Hood prima che spari a Fred; nella seconda accoltella Hiram a sangue freddo; nella terza e ultima, la prova decisiva, Archie capisce di essere il peggior nemico di se stesso, prima di colpire un suo apparente alter ego con una mazza da baseball. Il finale di episodio vede i rinforzi ranger arrivare in soccorso di un Archie catatonico, sanguinante per via delle ferite del grizzly.
- Guest star: Robin Givens (Sierra), Zoé de Grand'Maison (Evelyn), Tiera Skovbye (Polly), Jordan Connor (Sweet Pea), Cody Kearsley (Moose), William MacDonald (Warden), Alvin Sanders (Pop Tate), Drew Ray Tanner (Fangs Fogarty), Barbara Wallace (Rose Blossom).
- Ascolti USA: telespettatori 1.32 milioni - rating 18-49 anni 0.5%[13]

## Capitolo quarantacinque: "Lo straniero"
- Titolo originale: Chapter Forty-Five: The Stranger
- Diretto da: Maggie Kiley
- Scritto da: Brian E. Paterson

### Trama
Grazie all'intervento della polizia, Archie viene salvato e curato, e decide di voler finalmente ritornare a Riverdale, capendo che scappare non servirà a niente. Dopo aver riabbracciato Fred, Archie si reca subito da Veronica, che ora non sa cosa fare con Reggie. Archie, Jughead, B e V si riuniscono poi da Pop per parlare, e in particolare degli esami attitudinali alle porte, così gli amici si offrono di aiutare a recuperare Archie, che dal suo ritorno sembra non essere più lo stesso. Nel frattempo, Alice prosciuga tutti i soldi di Betty per il college, per darli in beneficenza alla Fattoria. Dalle carte però Betty nota che la firma del padre Hal, fondamentale per la liquidazione del denaro, è stata falsificata. Dunque si vede costretta ad andare a trovarlo al penitenziario per confermare la sua teoria e riavere i soldi indietro. Fangs, entrato nella banda dei Gargoyle, è pronto ad unirsi definitivamente a loro tramite un rituale nei boschi, al quale presenzia anche il fantomatico Re. Il tutto viene interrotto dall'arrivo dei Serpents, che finalmente tolgono la maschera alla creatura: si tratta di Tall Boy. L'uomo viene condotto da Jughead e dai suoi nel bunker di Dilton, e tenuto sott'occhio da Sweet Pea e Fangs. Intanto, la festa di bentornato di Archie risulta essere un totale fallimento, poiché il giovane, viene colpito da un attacco di panico. Hiram decide nel frattempo di assumere Claudius Blossom come nuovo sceriffo di Riverdale. Hiram viene poi chiamato da Tall Boy, che costretto dai Serpents, dice di avere in pugno Archie e di volerglielo consegnare. All'incontro, tuttavia, arriva Claudius, mandato dal Signore in Nero, poiché dubbioso su quella chiamata, e che dunque viene portato in prigione. Il giorno del primo test inizia, e nel mentre dello svolgimento, Archie ha una crisi che lo costringe ad abbandonare la classe. Contemporaneamente, una figura ignota spara ad Hiram nel suo ufficio, e all'ospedale, Veronica accusa Archie di aver attentato alla vita del padre, dati i loro trascorsi e soprattutto per il fatto che il ragazzo non era in classe al momento dell'aggressione. Questo segna la fine del loro rapporto, e l'inizio di quello tra Ronnie e Reggie, accorso all'ospedale per starle accanto. Betty riceve la firma del padre Hal per riappropriarsi dei suoi soldi, in cambio di un manuale di istruzioni di G&G. Hal, improvvisamente, svela alla figlia di essere stato lui ad uccidere il preside Featherhead quella notte di 20 anni prima a scuola, anche se il suo intento era quello di farla pagare ai membri del Midnight Club, in quanto peccatori. Scombussolata, Betty scopre anche che Penelope Blossom si finge sua madre Alice per entrare in carcere e trovare Hal, così la donna dice di aver raccontato lei stessa all'ex Black Hood della Festa dell'Ascensione e che quindi tutta la storia raccontatale dal padre è fasulla. Il motivo della bugia è di voler stare un po' più di tempo con la figlia, e parlare, ma Betty promette di non voler mettere più piede in quel posto. Nel frattempo, Claudius viene ritrovato morto nella sua cella, mentre, nel bunker, Tall Boy viene ucciso da un rabbioso Fangs. Jughead promette di non dire nulla a nessuno, e si disfano del corpo con la scusa di voler organizzare una festa tra Serpents, durante la quale giunge il nuovo sceriffo di Riverdale nominato da Hermione: FP. Evelyn comunica a Betty, con gioia, che l'intera Fattoria si sposterà a Riverdale, trasferendosi nell'oramai disabitato manicomio delle Sorelle della Misericordia, acquistato grazie alla sua "donazione".
- Guest star: Nathalie Boltt (Penelope), Robin Givens (Sierra), Zoé de Grand'Maison (Evelyn), Barclay Hope (Claudius), Lochlyn Munro (Hal Cooper), Peter Bryant (Waldo), Jordan Connor (Sweet Pea), Alvin Sanders (Pop Tate), Drew Ray Tanner (Fangs Fogarty).
- Ascolti USA: telespettatori 1.12 milioni - rating 18-49 anni 0.4%[14]

## Capitolo quarantasei: "La dalia rossa"
- Titolo originale: Chapter Forty-Six: The Red Dahlia
- Diretto da: Gregory Smith
- Scritto da: Devon Turner e Will Ewing

### Trama
La morte di Claudius Blossom viene archiviata come suicidio, anche se Betty nutre dei dubbi verso Penelope. Crede infatti sia stata lei ad ucciderlo, così come pensa abbia eliminato Featherhead, le suore e lo stesso Clifford quella notte nel fienile di due anni prima. Chiede dunque conferma alla cugina Cheryl, testimone della fatidica sera, che tuttavia, non le dà le risposte sperate. Archie, per sfogarsi e non pensare, decide di unirsi all'impresa di costruzioni del padre, anche se finisce con l'essere licenziato il primo giorno, a causa del suo nuovo atteggiamento ostile e irascibile. Intanto, Veronica chiede a Jughead di indagare sull'aggressione del padre, partendo proprio da sua madre Hermione. Le parole di quest'ultima, con un solido alibi, spingono Jug a cercare una donna che il sindaco definisce oggetto delle liti tra lei e il marito, in quanto amante di Hiram. Nel contempo, Jughead, Sweet Pea e Fangs inventano una storia per coprire ciò che è davvero successo a Tall Boy, nonostante FP non se la beva tanto. Nel frattempo, Veronica assume Smithers e Reggie come suoi aiutanti per distruggere l'impero della droga di Hiram e Claudius. Betty e Jughead si recano in un albergo per cercare l'amante di Hiram, ma scoprono solo il Bordello nascosto diretto da Penelope. Betty ritorna dal dottor Curdle, il quale le mostra la vera autopsia di Clifford Blossom, che pare fosse già morto per colpa di un veleno prima di impiccarsi. Con la prova necessaria per mandare in prigione Penelope per l'omicidio di Clifford, Betty apprende dalla donna che il movente per il quale ha ucciso non solo il marito, ma anche Claudius e Daryl, era il loro essere uomini: Clifford aveva ammazzato Jason, Daryl era un traditore, mentre Claudius era colui che gettava nel fiume Sweetwater gli scarti delle produzioni delle Fizzle Rocks, cause delle convulsioni. Tuttavia, Betty viene minacciata da Penelope, la quale, qualora la giovane la denunci, farà lo stesso contro di lei riguardo all'aver dato in pasto Chic al Black Hood, notizia datale da Hal. Nel contempo, Veronica scopre che la madre Hermione aveva emanato la quarantena per chiudere indisturbata la prigione in cui le Fizzle Rocks venivano fabbricate, ma non ci riuscì a causa di Hiram. Insieme, madre e figlia, decidono di non distruggere la produzione, bensì di venderla ad un acquirente. Dopo aver incontrato la bionda amante di Lodge, la signorina Mulwray, comprendendo che la donna è stata assunta da Hiram per falsificare i documenti sulle acque dello Sweetwater, facendole risultare pulite, Jughead raggiunge Sweet Pea, che intanto stava pedinando Hermione, sino ad una casa isolata, nella quale colgono il sindaco amoreggiare, con grande sorpresa, con lo sceriffo Minetta, vivo e vegeto. I due pianificano di uccidere Hiram e di far ricadere tutta la colpa su FP. Corso a casa, Jughead racconta tutto al padre, che, di controparte, ammette al figlio di essere stato lui stesso a sparare ad Hiram. Infatti, Hermione lo convinse a farlo, anche dato il loro turbolento passato, in modo tale da essere nominato nuovo sceriffo. Fidandosi di FP, Jughead rivela la verità a proposito di Tall Boy, e sfruttano questa occasione per far credere all'intera cittadina che sia stato in realtà lui stesso ad aggredire Hiram, morto in seguito ad una sparatoria difensiva. Veronica, dubbiosa verso la veridicità della mamma, decide, insieme a Reggie, di bruciare l'intera scorta di Fizzle Rocks, venendo in seguito a sapere da Hermione che la vendita è partita, e l'acquirente arriverà molto presto per riscattare la merce. Archie, intanto, parla con Josie, che lo convince a combattere i propri demoni. Il ragazzo giunge all'ospedale, dunque, per eliminare una volta per tutte colui che gli ha rovinato la vita: Hiram. In procinto di sparargli, Archie si nasconde quando vede una sagoma incappucciata entrare e puntare una pistola contro l'uomo, salvato dal Paladino Rosso, che mette in fuga l'aggressore, probabilmente Minetta. Riconoscente nei suoi confronti, Hiram decide finalmente di porre una tregua. Il confronto finale tra Jughead ed Hermione risolve tutti i punti interrogativi, ma il detective Jones ancora non può svelare nulla a nessuno, poiché potrebbe rischiare di far affondare anche suo padre insieme al sindaco. Alla fine, Hermione si rivela una donna assolutamente senza scrupoli quando uccide Minetta, ripetutamente a colpi di pistola.
- Guest star: Nathalie Boltt (Penelope), Lochlyn Munro (Hal), Kelly Ripa (Mrs. Mulwray), Henderson Wade (sceriffo Minetta), Jordan Connor (Sweet Pea), Drew Ray Tanner (Fangs Fogarty), Barbara Wallace (Rose).
- Ascolti USA: telespettatori 1.26 milioni - rating 18-49 anni 0.4%[15]

## Capitolo quarantasette: "Un mondo alla rovescia"
- Titolo originale: Chapter Forty-Seven: Bizarrodale
- Diretto da: Harry Jierjian
- Scritto da: Britta Lundin

### Trama
Tom e Sierra hanno finalmente finalizzato i rispettivi divorzi, e ora sono pronti a convolare a nozze, seppur con una semplice funzione in municipio. Josie e Kevin riescono però a convincerli ad organizzare un rinfresco al Bonne Nuit di Veronica. Nel frattempo, Cheryl e Toni vengono a sapere dei risultati finali dei test attitudinali, andati ad entrambe alla perfezione. Cheryl, come tradizione dei Blossom, è felice all'idea di entrare a far parte dell'università di Highsmith, se non fosse che sia stata aggiunta una regola che viola la partecipazione dei figli degli ex alunni. La ragazza capisce dunque che si tratta dello zampino della madre Penelope, la quale si giustifica dicendo che coloro con lo stesso orientamento sessuale di Cheryl non devono infangare il buon nome della Highsmith. Nel mentre, la relazione tra Kevin e Moose è alle strette, in quanto Moose non riesce a fare coming out col padre, il maggiore Mason, uomo non molto aperto a questo tipo di persone. In suo aiuto ci pensa Cheryl, che credendo di fare del bene, crea un gruppo di supporto LGBTQ+, e cerca di spronare Moose a svelarsi nella maniera sbagliata. Toni le fa capire del suo errore e della sua mania di voler agire senza pensare alle conseguenze, ragion per cui, Cheryl tenta di cambiare. Veronica e Reggie, contemporaneamente, vengono assoldati da Hermione per racimolare un'ingente somma di denaro con cui ripagare l'acquirente dell'oramai distrutta produzione delle Fizzle Rocks. Non sapendo che pesci prendere, Reggie suggerisce di rubare i soldi del padre destinati a lui, tra l'altro già assicurati. Dopo aver sventato le guardie di sicurezza del padre, che riescono a colpirlo di striscio sul braccio, Reggie riesce nell'impresa. Tuttavia, aprendo la borsa, Reggie viene investito dall'inchiostro di un macchiatore di banconote, che rovina anche il denaro stesso. Ma ora non c'è più tempo, così Veronica e il suo scagnozzo vanno all'appuntamento con il misterioso compratore, che altri non è se non, nientemeno, che Gladys Jones, mamma di Jughead e moglie di FP, incontrata già in precedenza durante la fuga di Jughead e Archie. Gladys, ammirando il coraggio e la responsabilità dei ragazzi, decide di dar loro ancora del tempo per ripagarla, trattenendosi a Riverdale, e per il momento, si accontenta dell'auto di Reggie. Fa poi promettere ai due di non parlare di questa vicenda con Jug. Intanto, Josie si sente più sola che mai, dato che ha trascurato tutto e tutti esclusivamente per concentrarsi sulla sua musica, incluso Sweet Pea. Archie le sta vicino, e l'accompagna anche a fare un provino per la Julliard, nonostante non riesca a passare. La loro amicizia si estende così tanto da sfociare persino in un travolgente bacio. Il giorno del matrimonio di Tom e Sierra si avvicina, ma la loro tenera serata in una camera d'albergo viene rovinata dall'arrivo di una lettera firmata dal Re Gargoyle, che ordina loro di ritornare a scuola assieme agli altri membri del Midnight Club per finire il gioco, altrimenti se la prenderà coi rispettivi figli. Dunque, Fred, Alice, Hermione, FP, Penelope, Sierra, Tom, Marty e Hiram si riuniscono come un tempo per porre fine a quell'incubo, e arrivano prevenuti bevendo l'antidoto contro il veleno del Re. In conclusione, si scopre che il tutto non era altro che un diversivo per tenere i figli lontani dai genitori. Essendosi assicurati che stiano bene, Tom è preoccupato poiché Kevin non risponde, dato che il giovane sta festeggiando nel bunker segreto con Moose, che ha finalmente fatto coming out col padre, che pare averla presa bene. Difatti, i due vengono condotti dalla banda dei Gargoyle dinanzi al loro Re per lanciare la moneta e scoprire chi debba bere il calice avvelenato. L'intervento della polizia e di Cheryl salva i ragazzi, e il secondo Re Gargoyle viene smascherato come padre di Moose. Quest'ultimo non voleva effettivamente ucciderli, visto che non vi era cianuro nei bicchieri, ma di spaventare Moose in modo tale da "cambiarlo". Infatti, anche il maggiore Mason da giovane era omosessuale, e per questo fu mandato dalle Sorelle della Misericordia, dove imparò a giocare a G&G. Nel mentre, Cheryl e Toni minacciano Penelope di svelare nomi e cognomi dei clienti del suo Bordello se non ritira la sua nuova regola dalla Highsmith. Così, Cheryl ne entra a far parte e riesce anche a far avere a Toni un colloquio. Insieme, le due amate, poiché cacciate dai Serpents, creano una nuova famiglia di ragazze ribelli ed intraprendenti: le Pretty Poison. Infine, FP e Jughead, tornando a casa, vi trovano Gladys e Jellybean, contente di restare per un po' in città. Quello che però nessuno sa, è che madre e figlia sono intenzionate a prendere il controllo di Riverdale.
- Guest star: Nathalie Boltt (Penelope), Martin Cummins (Tom), Gins Gershon (Gladys), Robin Givens (Sierra), Jordan Connor (Sweet Pea), Cody Kearsley (Moose Mason), Trinity Likins (Jellybean).
- Ascolti USA: telespettatori 960.000 - rating 18-49 anni 0.3%[16]

## Capitolo quarantotto: "Requiem per un peso welter"
- Titolo originale: Chapter Forty-Eight: Requiem for a Welterweight
- Diretto da: Tawnia McKiernan
- Scritto da: Michael Grassi

### Trama
Hiram, da poco dimesso dall'ospedale, è intenzionato a rimettersi in carreggiata e finire il lavoro con la vendita di droga. Veronica tenta inutilmente di dissuaderlo dalla scelta, volendo tener fuori da affari illegali la propria famiglia, per cui viene arruolata da Gladys come sua spia per far sapere alla donna i movimenti del padre e precederlo. Sia Hiram che Gladys puntano sui Ghoulies, oramai rimasti senza un leader dopo la scomparsa di Penny, pertanto, molti di loro si sono uniti ai Gargoyles. Veronica è preoccupata che il padre possa scoprire della distruzione della produzione di Fizzle Rocks ad opera sua e di Reggie, così, durante un incontro tra Hiram e Gladys, la ragazza accetta di aiutare il padre a patto che lui lasci il commercio a Gladys per concentrarsi solamente sulla prigione. Tuttavia, Hiram viene comunque a conoscenza di quanto accaduto mentre era in ospedale, così, adesso, Veronica non deve solo dei soldi a Gladys, ma anche al padre. Nel frattempo, Alice si prepara al passo decisivo per essere consacrata alla Fattoria: il Battesimo di Rinascita. Betty, inizialmente, promette alla madre di assistere alla cerimonia per farle piacere, ma quando poi scopre che si necessitano di carte di prevenzione in caso di morte, la ragazza rifiuta. Betty continua quindi le proprie ricerche su Edgar e sul gruppo della Fattoria. In un primo momento, vuole che Kevin l'aiuti, ma il giovane, dopo l'abbandono di Moose, che ha ritenuto opportuno prendersi del tempo, è stato aiutato da Evelyn, dunque, è ovvio che anche Kevin sia pronto ad unirsi alla Fattoria. Betty rintraccia diverse persone sfuggite alla Fattoria, ma solo una accetta di parlarle, una certa Martha. Le due si danno appuntamento nel bunker segreto, dove Martha svela alla Cooper di essere scappata da quel folle culto in seguito alla morte di sua sorella minore durante la cerimonia del Battesimo. Terrorizzata per l'incolumità della madre, Betty corre immediatamente all'ex edificio delle Sorelle della Misericordia, ma arriva tardi dato che Alice è stata annegata in una vasca da Polly, che continuava a tenerla sotto nonostante i segni di cedimento. Betty riporta in vita Alice, che momentaneamente non respirava. La donna, anche dopo tutto l'accaduto, si fida ciecamente della setta, e ora che è stata battezzata, è pronta ad iniziare da capo, partendo col vendere la casa. Intanto, Jughead è preoccupato per i suoi Serpents, dal momento che Cheryl e Toni hanno reclutato nella loro banda tutte le ragazze Serpents. Jughead cerca di far pace con Toni, offrendole di ritornare con loro, ma la ragazza declina l'invito, e quando Cheryl lo scopre, va su tutte le furie. Quindi, la Blossom pianifica un'aggressione ai danni dei Serpents ad opera delle sue Pretty Poisons, andata a buon fine. Tuttavia, Toni non apprezza il suo gesto, e in quanto leader della gang, le vieta di prendere altre decisioni come quella. Nel mentre, Archie ritorna sul ring con l'appoggio di Tom Keller, suo nuovo allenatore. Nonostante gli avvertimenti di Tom sul non essere ancora pronto a lottare, Archie accetta la sfida con uno degli amici di Elio, conoscente di Veronica. L'incontro però prevede la sconfitta di Archie, che prima cerca di annullare la lotta, ma poi rompe l'accordo con Elio, anche se alla fine non riesce a vincere. Al termine della puntata, Gladys riesce a indurre alcuni membri dei Gargoyles, tra i quali l'inquietante Kurtz, ad unirsi ai Serpents, malgrado a Jughead non vada a genio l'idea.
- Guest star: Martin Cummins (Tom), Gina Gershon (Gladys), Zoé de Grand Maison (Evelyn), Tiera Skovbye (Polly), Jonathan Whitesell (Kurtz), Jordan Connor (Sweet Pea), Trinity Likins (Jellybean), Drew Ray Tanner (Fangs Fogarty).
- Ascolti USA: telespettatori 860.000 - rating 18-49 anni 0.3%[17]

## Capitolo quarantanove: "Fuoco cammina con me"
- Titolo originale: Chapter Forty-Nine: Fire Walk with Me
- Diretto da: Marisol Adler
- Scritto da: Aaron Allen

### Trama
Veronica è in crisi: il comportamento di Hiram e Gladys all'interno del suo Bonne Nuit si fa sempre più confidenziale, come se fosse di loro proprietà. Ronnie non può che stare ferma ad osservare, dato che deve ad entrambi ingenti somme di denaro. Per accelerare i tempi, Veronica decide, insieme a Reggie, di riaprire il casinò, come fece quella sera con Elio, così da guadagnare molto di più. Hiram e Gladys colgono questa occasione per i rispettivi obiettivi: Hiram vuole portare con sé un socio in affari con cui potrebbe stipulare un accordo che gli fornirebbe un milione di dollari; Gladys, invece, la vede come un'opportunità per ritornare ad essere la cantante che era in giovane età. Ronnie accontenta entrambi, ma in cambio, riesce a farsi diminuire il debito sia con il padre, sia con la signora Jones. Nel mentre, Alice cerca di vendere la casa, con Betty che le mette i bastoni tra le ruote. Ma non è tutto, perché la Cooper si scontra nuovamente con la Fattoria. Difatti, Kevin è entrato a farne parte, e Betty, dopo aver tentato inutilmente di convincerlo a tirarsi indietro, chiede consiglio a Josie, la quale, le comunica delle continue fughe notturne del fratellastro, che probabilmente incontra i membri della Fattoria. Una sera, dunque, Betty segue Kevin sino ad una radura nella foresta, dove, in presenza della Fattoria e di Evelyn, guarda l'amico attraversare a piedi nudi un sentiero di carboni ardenti. Betty, il giorno dopo, è intenzionata a denunciare quanto è successo sul giornale cittadino, se non fosse che Evelyn e Kevin la minacciano di divulgare il suo segreto di aver contribuito ad insabbiare l'omicidio di un uomo insieme a Jug, Alice ed FP. Nel mentre, a scuola, le diverse gang continuano a scontrarsi, sino a quando il preside non convoca Jughead e Toni, leader delle rispettive bande, per rammentare la loro incapacità di mantenere l'ordine. Tra l'altro, pare che siano stati trafugati dal laboratorio di chimica diversi macchinari con cui è possibile fabbricare droga. Jug scopre che l'artefice della rapina è Kurtz, a causa di una missione di G&G, e titubante sulla scelta di essere un Serpent. Nel frattempo, Archie, mentre è in palestra a sistemare tutto, viene raggiunto da Josie, e insieme, trovano un ragazzino affamato nascosto nella struttura. Il piccolo dice di chiamarsi Ricky, il quale, racconta anche di come sia scappato da un rifugio per orfani dopo che un gruppo di teppisti lo ha marchiato con il simbolo del Sacrificio. Archie tiene con sé Ricky, che lo supplica di non chiamare i servizi sociali. Ma quando Ricky scompare, Archie, aiutato da Betty, contatta la signora Weiss. Archie e Jug rinvengono Ricky all'interno del covo dei Gargoyles, dove sono scritti i nomi dei sacrifici, tra cui anche Archie e Ricky. Tornati a casa, Archie viene telefonato dalla Weiss, che gli comunica che Ricky in realtà è il fratello minore del defunto Joaquin, con un passato molto violento. Dopo aver riagganciato, Archie viene aggredito da Ricky, il quale rivela di essersi inventato tutto solo per avere la sua fiducia e ucciderlo per terminare l'opera di suo fratello ed essere un vero e proprio Gargoyle. L'arrivo di Fred mette in fuga Ricky, che tuttavia, ferisce lievemente Archie. Contemporaneamente, la serata casinò di Veronica prende una brutta piega quando si alza la tensione tra il socio di Hiram e Gladys, tanto che Reggie si vede costretto a cacciare l'uomo, scatenando l'ira di Hiram. Per Veronica è giunto il momento di farsi rispettare, così, non avendo più l'aiuto dei Serpents, ingaggia le Pretty Poisons come buttafuori per non far entrare né Hiram né Gladys. Jughead e FP arrivano ad un compromesso con i Serpents e i Gargoyles: lo sceriffo li assumerà come suoi assistenti nelle indagini, il che li avvantaggerà nel credito scolastico, anche se Kurtz, unico contrario, abbandona il gruppo. Intanto, Alice trova finalmente un anonimo acquirente al quale vendere la casa. Al termine dell'episodio, Betty, non potendo accettare un'idea simile, capisce che l'unica via possibile è distruggere l'abitazione, quindi le dà fuoco.
- Guest star: Nico Bustamante (Ricky DeSantos), Gina Gershon (Gladys), Zoé De Grand Maison (Evelyn), Jonathan Whitesell (Kurtz), Peter Bryant (Waldo), Jordan Connor (Sweet Pea), Michael Patrick Denis (Larry), Alvin Sanders (Pop Tate), Drew Ray Tanner (Fangs Fogarty).
- Ascolti USA: telespettatori 920.000 - rating 18-49 anni 0.3%[18]

## Capitolo cinquanta: "Il sogno americano"
- Titolo originale: Chapter Fifty: American Dreams
- Diretto da: Gabriel Correa
- Scritto da: Roberto Aguirre-Sacasa

### Trama
Il cinquantesimo compleanno di FP è alle porte. Come regalo anticipato, Gladys conduce FP, Jug e JB dinanzi a casa Cooper, svelando di essere lei l'anonimo acquirente dell'abitazione. Il piccolo incendio causato da Betty non ha provocato danni seri alla dimora, per cui, né sua madre, né Gladys hanno problemi, al contrario di FP, Jughead e Betty. Quest'ultima, anche se invitata dal fidanzato a stare da lui, preferisce trasferirsi da Veronica, e durante la sua permanenza in casa Lodge, Betty apprende da Ronnie delle intenzioni di Gladys. Intanto, FP rende pubblica la sua organizzazione con i Serpents all'interno dell'ufficio dello sceriffo, e un giorno, viene chiamato da Veronica, che lo informa di un gruppo di ragazzi strafatti che provoca disastri. Sia Veronica, sia Jughead si domandano chi possa riprendere con la vendita di Fizzle Rocks, e il Game Master punta tutto su Hiram, poiché ignaro dei piani della madre, anche se nutre dei dubbi sul suo ritorno in città. Nel frattempo, la relazione tra FP ed Alice arriva al culmine quando l'uomo, riflettendo, pensa sia meglio ricostruire il vecchio rapporto con Gladys per il bene della famiglia, nonostante i suoi ovvi sentimenti verso Alice. Intanto, Jug scopre che tra gli oggetti personali del defunto direttore Norton vi è la stessa carta di G&G con cui Ricky disse di dover uccidere il Paladino Rosso, ossia Archie. Questo, aiutato da Jughead e Betty, comprende da Hiram che è stato lui l'iniziatore della missione, e che ha distribuito 12 carte missione come quella tra Norton e Tall Boy. Archie è dunque in serio pericolo, ma fortunatamente, a Jughead viene in mente una splendida idea: creare una nuova missione con cui far credere ai giocatori possessori della carta in questione che il Re Gargoyle imponga loro di sfidare e sconfiggere il Paladino Rosso entro 12 ore, e in caso di fallimento, avranno terminato per sempre la partita, e Archie sarà salvo. Così, mentre Hiram, per scusarsi di tutto il male che gli ha fatto, dona ad Archie le chiavi di una palestra da poco acquistata, nella quale svolgere la sfida con i giocatori, Jughead viene avvisato da Betty circa quanto Veronica sostiene su Gladys. La gara sul ring ha inizio: Archie riesce a stendere tutti i suoi avversari, incluso un alleato di Norton, e di conseguenza si libera dalla persecuzione. Subito dopo, Sweet Pea e Fangs, incaricati da Jughead di approfondire le ricerche sulla riapertura del traffico di droga, affermano le parole di Betty. Jug affronta quindi la madre, la quale si giustifica dicendo di voler riunire la famiglia con qualsiasi mezzo possibile, e mette il figlio all'angolo, ritenendo che semmai FP lo verrà a sapere, potrebbe distruggerlo. Nel contempo, Reggie tenta in tutti i modi di convincere Veronica ad assumerlo come suo socio in affari, ma la ragazza non ritiene sia il momento giusto, visti i debiti con Hiram e Gladys. Ronnie decide però di omaggiarlo con un buon stipendio, cosa che spinge Reggie a compiere un gesto estremo: rubare l'auto che Gladys gli ha portato via. Per scusarsi del comportamento del giovane, Veronica copre le spese per il compleanno di FP, che viene organizzato all'interno del suo Bonne Nuit. In seguito, Ronnie ricompra la macchina a Reggie, anche se sembra che tra i due le cose non vadano per il verso giusto, così come tra Cheryl e Toni. Cheryl, infatti, è gelosa del fatto che Toni trascorra la maggior parte del tempo con le Pretty Poisons, e anche perché non accetta che per una volta non sia lei la leader di un gruppo. Una sera al Bonne Nuit, Cheryl attrae l'attenzione di Toni, al fine da farle credere di voler compiere una rapina in memoria dei bei vecchi tempi in cui erano ladre. Le due hanno un romantico rapporto sessuale, sebbene, successivamente, Toni ammette di aver corso un po' troppo trasferendosi così in fretta da Cheryl, che offesa, l'invita ad andar via. Per sfogarsi, Cheryl intima a Kevin di preparare come spettacolo scolastico "Heathers: The Musical", nel quale interpreterà la parte della protagonista Heather Chandler. Infine, la festa di FP ha inizio, e dopo un commovente discorso da parte di Jughead, quest'ultimo, insieme a Betty, progetta un piano con cui cacciare Gladys da Riverdale.
- Guest star: Martin Cummins (Tom), Gina Gershon (Gladys), Jordan Connor (Sweet Pea), Trinity Links (Jellybean), Alvin Sanders (Pop Tate), Drew Ray Tanner (Fangs Fogarty), Barbara Wallace (Rose).
- Ascolti USA: telespettatori 950.000 - rating 18-49 anni 0.3%[19]

## Capitolo cinquantuno: "Diciassettenni"
- Titolo originale: Chapter Fifty-One: Big Fun
- Diretto da: Maggie Kiley
- Scritto da: Tessa Leigh Williams

### Trama
La Riverdale High si accinge all'allestimento di "Heathers: The Musical", sponsorizzato dalla Fattoria. Tuttavia, Hermione non è d'accordo sulla decisione di organizzare uno spettacolo che tratta di tematiche come il suicidio e il bullismo, specialmente in un periodo così travagliato per Riverdale. Kevin, per fortuna, fa ricredere il sindaco, intonando la canzone "Beautiful" assieme ad altri studenti, mentre le storyline degli altri personaggi proseguono: Archie e Josie mantengono segreta la loro relazione; Betty e Jug tramano contro i piani di Gladys; e Veronica, dopo aver rotto con Reggie, cerca un altro buttafuori per il suo locale clandestino. Alle prove, i ragazzi espongono i propri rispettivi ruoli all'interno del musical: Cheryl, Betty e Veronica saranno le 3 Heathers, che spaccano ogni cosa sulle note di "Candy Store"; Josie sarà Veronica Sawyer; Archie, Reggie e Sweet Pea, dei semplici studenti. Kevin informa inoltre della partecipazione di Evelyn come secondo regista, e di Toni in qualità di coreografa. Verso la fine delle prove, Evelyn invita i presenti ad una festa della Fattoria all'interno dell'ex edificio delle Sorelle della Misericordia, e Betty comincia a sospettare che si tratti di una mossa per reclutare i ragazzi nel culto. Nel mentre Jughead monitora le intenzioni della madre, e scopre da FP che c'è stato un furto di farmaci, e anche che la loro vecchia roulotte è stata rubata, probabilmente per diventare un nuovo covo in cui fabbricare droga. Rincasata, Ronnie viene a sapere dai genitori del loro imminente divorzio, a causa della scoperta delle azioni di Hermione durante la convalescenza di Hiram. Devastata, Veronica si reca alla festa, dove, in un momento di debolezza, finisce a letto con Reggie. Sweet Pea, nel frattempo, viene a conoscenza del rapporto di Archie e Josie, e nel contempo, Kevin, assaggiando un brownie di Evelyn, ha una visione raffigurante Midge. Il tutto accade mentre la canzone "Big Fun" viene eseguita con allegria e gioia dagli studenti. Il mattino seguente, i ragazzi si riuniscono, ed Evelyn sprona loro a sfogarsi sui rispettivi problemi, così da aiutarli: sia Kevin che Fangs ammettono di essere perseguitati dal fantasma di Midge; Sweet Pea rivela di essere stato ferito nel vedere Archie e Josie insieme, mettendo a nudo la loro relazione, e a quel punto, Reggie pensa che il motivo per cui Veronica ha deciso di ricominciare con lui, è perché il suo ex ha trovato un'altra. Ronnie smentisce tutto, svelando che la vera ragione del suo male è la separazione dei genitori, pertanto Reggie le comunica che forse non è la circostanza migliore per portare avanti la loro relazione. La confusione collettiva esplode con l'arrivo di Toni completamente vestita di rosso, il colore per eccellenza della regina Cheryl, che, non solo le ordina di cambiarsi, ma anche di trasferirsi in un'altra scuola. Furibonda, Toni è sul punto di compiere un'azione azzardata con Sweet Pea e Peaches, una Pretty Poison, ma si ferma all'ultimo momento, cantando "Dead Girl Walking". Successivamente, chiarendo con Cheryl, le due arrivano al compromesso di darsi un'altra possibilità. Nel frattempo, Archie è pronto a fare un passo in più nel suo rapporto con Josie, che dapprima sembra contrariata, ma alla fine, si convince, ed insieme intonano "Fight For Me". Betty, intanto, scopre che Evelyn terrà una cerimonia a porte chiuse con alcuni membri della Fattoria, così si intrufola di nascosto nel quartier generale per vedere effettivamente come la ragazza stia reclutando nuovi membri, tra cui Fangs, tramite "Our Love is God". La Cooper porta poi le foto scattate a Weatherbee, ma dalle sue parole, pare che anche l'uomo sia entrato a far parte della setta. Contemporaneamente, i Serpents assoldati da Jug, avvertono il capo di aver rinvenuto la sua vecchia roulotte, montata per la produzione di droga della madre, così, con l'aiuto di Betty, il giovane incendia il posto che è stata la sua casa per molto tempo, ma non prima di aver espresso il suo amore per la fidanzata sulle note di "Seventeen". Veronica cerca di riparare la sua situazione familiare, anche se Hiram ammette di non poter perdonare la moglie, dato che ha cercato per ben due volte di ucciderlo. Arresasi, Ronnie esprime tutta la sua amarezza rappresentando la canzone "Lifeboat", e chiede almeno ai genitori di presenziare insieme allo spettacolo, in modo da avere un ultimo ricordo felice. "Heathers: The Musical" ha inizio, e alla fine dell'esibizione, un applauso si leva dal pubblico, seguito da tanti altri. Il misterioso iniziatore dell'acclamazione è Edgar Everner.
- Guest star: Nathalie Boltt (Penelope), Gina Gershon (Gladys), Zoé de Grand'Maison (Evelyn), Chad Michael Murray (Edgar Everner), Peter Bryant (Waldo), Jordan Connor (Sweet Pea), Trinity Likins (Jellybean), Alvin Sanders (Pop Tate), Drew Ray Tanner (Fangs Fogarty).
- Ascolti USA: telespettatori 810.000 - rating 18-49 anni 0.3%[20]

## Capitolo cinquantadue: "Faccia a faccia"
- Titolo originale: Chapter Fifty-Two: The Raid
- Diretto da: Pamela Romanowsky
- Scritto da: Greg Murray e Ace Hasan

### Trama
L'addestramento dei Serpents come aiutanti dello sceriffo Jones è ufficialmente iniziato. Jughead però è impegnato a voler distruggere la madre, così, con l'aiuto della sua banda, comincia a seminare il terrore tra i Gargoyles, rendendo loro la vita impossibile. Comincia una missione segreta, nella quale i Serpents scovano i punti di ritrovo e di vendita di Fizzle Rocks dei Gargoyles. Tuttavia, l'irrefrenabile voglia di Jughead nel voler liberare Riverdale dalla droga, lo porta a far saltare involontariamente un'operazione di polizia di FP, che infuriato, scopre dei piani del figlio e arriva addirittura a minacciare di arrestarlo qualora non si fermasse. Nel frattempo, Betty, accompagnata da Veronica, si reca alla Fattoria quando scopre di una giornata a porte aperte per i visitatori. Qui, l'attenzione di Betty cade su di una porta, che Kevin, la guida, dice che porti alla stanza di un inserviente. Consapevole di non poter entrare nella Fattoria neanche volendo, poiché Evelyn non si fida, Betty chiede aiuto alla cugina Cheryl. Quest'ultima accetta, e dopo aver manipolato Evelyn ed essere riuscita ad entrare nella setta come talpa, ha un primo incontro, all'inizio con Evelyn, e poi con Edgar. Il tutto monitorato e ascoltato da Betty tramite una cimice che la ragazza ha posto sulla maglia di Cheryl. Sapendo che ogni colloquio viene registrato, Betty convince Cheryl a fare delle domande a Edgar riguardo al dove vengono custoditi i nastri. Purtroppo, nel mentre della conversazione, Edgar conduce Cheryl in una stanza, dove la linea con Betty cade. Le due cugine si rivedono direttamente il giorno dopo a scuola, e Cheryl comunica a Betty di non voler più lavorare per lei, ma ha intenzione di ritornare alla Fattoria. Nel mentre, Veronica apprende da Hermione che, ora che Hiram vuole il divorzio, entrambe non avranno più una protezione da tutti i nemici che i coniugi si sono fatti con gli anni. Tra l'altro, la prigione nel Southside è pronta per l'inaugurazione, e Hiram non vuole che Hermione partecipi. Lo stesso sindaco, poi, rinviene nel suo ufficio due pesci morti, un avvertimento che anche lei prima o poi farà la stessa fine. Hiram capisce immediatamente che dietro questa mossa c'è proprio Veronica, la quale, cercava solamente di far riunire la famiglia. In compenso, Hiram non chiede il divorzio, bensì l'annullamento del matrimonio, così da renderla una situazione più privata, in modo da poter ancora proteggere Hermione e Veronica. Contemporaneamente, Archie viene chiamato da Mad Dog, il suo vecchio compagno di cella al carcere minorile, che gli chiede aiuto. Mad Dog gli dice infatti che lui e altri ragazzi verranno trasferiti nel carcere di Hiram, dove riprenderanno le lotte clandestine tra prigionieri del "Fight Club". Per impedire che accada di nuovo, Archie chiede una mano a Veronica, la quale riesce a convocare il governatore Dooley e averci un appuntamento. I due ragazzi minacciano il politico di rivelare l'intera storia del Fight Club se non dia la grazia a Mad Dog e agli altri. Di conseguenza, i giovani ritornano liberi, ma Mad Dog scopre che sua nonna e suo fratello vivono in un condominio abitato da una banda di venditori di droga, ovvero i Gargoyles. Archie, Mad Dog e i suoi amici si alleano dunque con Jug e i Serpents per cacciare i Gargoyles dal palazzo. Durante la lotta però, i Gargoyles si rivelano armati, e Jughead riesce per un frangente a catturare Kurtz, che però si getta da una finestra dandosela a gambe. Ritornati alla palestra donatagli da Hiram sani e salvi, Archie la fa divenire una nuova casa per Mad Dog e per gli altri, ma alla fine, Mad Dog accetta la proposta del subdolo Elio di lottare per lui in cambio di una buona abitazione per la sua famiglia. Betty si intrufola di nascosto nella camera da lei notata durante la visita alla Fattoria, scoprendo si tratti di un enorme archivio. La Cooper entra in possesso dei nastri delle conversazioni di Alice, Polly e Cheryl. Porta a quest'ultima la sua registrazione, anche se Cheryl ancora insiste nel voler ritornare alla Fattoria, per il semplice motivo che, nella stanza segreta in cui Edgar la condusse, Cheryl riesce a parlare con l'amato gemello Jason. Betty, quindi, sospetta che Alice sia così legata alla Fattoria perché probabilmente anche lei interagisce con una persona cara ma scomparsa, ossia il figlio Charles. Alice le dà la conferma, ma Betty si domanda come sia possibile, pertanto, grazie alla madre, combina un incontro con Edgar. Alla palestra, nel frattempo, Archie, Jug e i ragazzi trovano un calice, una carta missione di G&G e un dente, e in quel momento capiscono che Baby Theet, amico di Mad Dog è scomparso. Infatti, al termine della puntata, nel corso di un giro di pattuglia, FP si imbatte nel cadavere del giovane, con simboli incisi dietro la schiena e rivolto in segno di divinazione verso un totem del Re Gargoyle.
- Guest star: Martin Cummins (Tom), Gina Gershon (Gladys), Eli Goree (Mad Dog), Zoé de Grand Maison (Evelyn), Chad Michael Murray (Edgar Evernever), Jonathan Whitesell (Kurtz), Jordan Connor (Sweet Pea), Trinity Likins (Jellybean), Connor Paton (Baby Theeth), Drew Ray Tanner (Fangs Fogarty).
- Ascolti USA: telespettatori 810.000 - rating 18-49 anni 0.3%[21]

## Capitolo cinquantatré: "La rivincita"
- Titolo originale: Chapter Fifty-Three: Jawbreaker
- Diretto da: Gabriel Correa
- Scritto da: Brian E. Paterson e Arabella Anderson

### Trama
Il brutale omicidio di Baby Theet, per Jughead, rimanda ad un'altra vittima sacrificale del Re Gargoyle, che ha voluto lanciare un avvertimento sul suo ritorno. Intanto, l'incontro tra Betty e Edgar procede, e l'uomo svela che dopo la caduta a pezzi della sua vita, mentre vagava nell'oscurità, si è imbattuto in una fattoria, dove un'anziana donna, in cambio di un aiuto con le faccende, lo ha aiutato a rinascere. Per questa ragione, Edgar ha deciso di fondare un culto tutto suo per accogliere le persone perse nelle tenebre. Nel frattempo, Mad Dog annuncia di voler partecipare ad un torneo di pugilato organizzato da Elio, chiamato "Guantoni Dorati", così da vincere e onorare Baby Theet. Archie chiede quindi aiuto a Veronica per cercare di far accedere la sua squadra, "El Royale", al campionato. Veronica tenta di convincere Elio in maniera pacifica, il che non basta, per cui, Ronnie ed Archie hanno un'idea, e durante un'intervista di Alice trasmessa in TV, Archie sfida apertamente Randy Ronson ai Guantoni Dorati per una rivincita. Non potendo rinunciare ad una provocazione del genere, Elio accetta di far partecipare i ragazzi di "El Royale" al torneo, e con un testa o croce con Veronica, si decreta la palestra di Archie come luogo della sfida. Parallelamente, FP e Jughead si dirigono al Maple Club gestito da Penelope dopo aver trovato nella gola del cadavere di Baby Theet una scatola di fiammiferi provenienti da quel posto. Una volta arrivati, padre e figlio assistono alla scenata di un uomo totalmente strafatto di Fizzle Rocks, tanto da farsi uscire della schiuma dalla bocca e aggredire i presenti. FP lo stende con un pugno, per poi sbatterlo in cella, e in ben poco tempo, si registrano altri casi del genere, e vengono rinvenuti dei pacchetti di Fizzle Rocks rinnovate, dal nome "G". Nel mentre, Toni accusa Betty di essere la colpevole dell'entrata di Cheryl nella Fattoria, ma la Cooper la calma dicendole di mostrare alla fidanzata il video dell'omicidio di Jason, così da convincerla della morte concreta del fratello, anche se non serve a molto, dato che Cheryl pensa sia tutto un falso. Confrontandosi poi con il padre Hal, Betty inganna Alice, inducendola a farle vedere una tomba falsificata di Charles, ma dinanzi allo scetticismo della madre, Betty si vede costretta ad addormentarla e rinchiuderla nel bunker segreto, nella speranza di farla rinsavire con foto e ricordi del passato. Ascoltando le registrazioni delle conversazioni tra Alice e Edgar, Betty viene a conoscenza del fatto che la madre è spaventata da lei in quanto ha la stessa malvagità di Hal, dal quale ha anche deciso di divorziare. Capendo che Alice è felice alla Fattoria, Betty la libera e la scorta da Evelyn, chiedendole di prendersene cura. Le indagini di FP e Jughead, aiutati dalle testimonianze di Penelope, li conducono alla palestra di Archie, dove beccano e arrestano Kurtz, fabbricatore delle nuove Fizzle Rocks. Prima dell'incontro, Mad Dog avverte Archie che Randy è dopato di qualche strana sostanza, ossia le Fizzle Rocks "G", e nel corso della sfida, Andrews ha la meglio su Ronson, che però, al termine, sembra non reagire. Frattanto, Cheryl, indecisa sulla scelta tra vedere Jason e continuare a stare con Toni, persuade la fidanzata ad unirsi alla Fattoria, ma nessuno sospetta del fatto che Toni lavora in incognito per Betty come infiltrata. FP e Jug interrogano Kurtz, il quale confessa che l'omicidio di Baby Theet era solo un riscaldamento per l'ultima missione suprema, che metterà a dura prova l'intera famiglia Jones. Infatti, alla fine della puntata, Ricky, diventato amico di Jellybean, reca la ragazzina nel bosco dinanzi al Re Gargoyle.
- Ascolti USA: telespettatori 800.000 - rating 18-49 anni 0.2%[22]

## Capitolo cinquantaquattro: "L'implacabile mietitore"
- Titolo originale: Chapter Fifty-Four: Fear the Reaper
- Diretto da: Alexandra La Roche
- Scritto da: Janine Salinas Schoenberg e Will Ewing

### Trama
Scoppia una bufera a Riverdale quando Randy Ronson perde la vita dopo il combattimento contro Archie. Nonostante l'autopsia abbia determinato che la causa della morte siano le droge usate da Randy, Archie si sente in parte colpevole, e promette a Fred di non salire più sul ring. In seguito, Archie riceve una telefonata nel bel mezzo della notte da Mad Dog, il quale lo avverte che la polizia ha appena ispezionato la palestra di Elio, e probabilmente la loro prossima meta è El Royale. Archie corre immediatamente per far sparire la droga datagli da Mad Dog, ma vengono entrambi colti in flagrante e sbattuti in cella. Veronica paga la cauzione, per poi mostrare loro un'intervista alla televisione in cui Elio comunica che è stato Archie a vendere gli stupefacenti a Randy. Per esonerare i ragazzi, Veronica li convince a fare un test antidroga, uscendone puliti, ma durante una conferenza stampa, una delle sorelle di Randy, accusa Archie e lo schiaffeggia pubblicamente. Volendo ripagare la famiglia Ronson, Archie chiede aiuto a Veronica, la quale fissa un concerto di beneficenza al Bonne Nuit, dopodiché, Andrews si reca da Elio per minacciarlo di sborsare i soldi dell'assicurazione alle sorelle di Randy. Nel mentre, la tregua tra Archie e Hiram pare essere terminata, dal momento che il signor Lodge si dimostra interessato a sconfiggere il ragazzo servendosi di Elio e dell'amicizia che ha con Veronica. Intanto, Josie desidera partire per un tour assieme al padre, Myles McCoy, e lo invita dunque alla serata di beneficenza per provargli della sua bravura. Incoraggiata da Ronnie, Josie si esibisce in maniera favolosa, convincendo Myles. Il giorno seguente così, Josie comunica della sua imminente partenza ad Archie, e i due si salutano con un bacio. Nel frattempo, i Jones collaborano insieme per salvare la vita della piccola JB, giocando a G&G seguiti da Kurtz: Jug è l'Incantatore Infernale, FP il Ranger, mentre Gladys l'Alchimista. La prima prova spinge Gladys a confessare di essere lei la nuova spacciatrice di droga, scatenando le ire di FP, che però mantiene la calma solo per mettere in salvo Jellybean. La seconda missione costringe i Jones a provocare una rapina da Pop, che però si difende con un fucile, ferendo FP e mettendo in fuga Jug e Gladys. Adesso, Kurtz conduce entrambi nel bunker segreto dei Gargoyles, dove Gladys deve scontrarsi con Penny Peabody, alla quale, in precedenza, era stato tolto un occhio dalla donna. Gladys vince la sfida, e lascia Penny dolorante con un pugnale nella gamba, per poi venire scortata in ospedale da Jughead, che ormai si ritrova da solo a combattere per l'incolumità della sorellina. Kurtz scorta Jug in un luogo dove gli tende una trappola: lo chiude in un frizzer e ordina a Ricky di uccidere JB. Jughead riesce a liberarsi, e dopo aver scoperto che il Re Gargoyle ha eliminato Kurtz, si precipita a casa, dove Jellybean è sana e salva. Confidandosi con il figlio, Gladys capisce che per lei è ora di lasciare Riverdale, per cui, dice addio a FP, Jughead e Jellybean, e si mette in viaggio. Nel frattempo, Betty, col supporto di Veronica, sollecita Hiram a trasferire il padre Hal nella sua prigione lungo il fiume SweetWater, visto che vive in maniera a dir poco terribile, senza finestre. In seguito, Betty si intrufola in segreto a scuola di notte per recuperare i fascicoli di Evelyn, comprendendo il fatto che la ragazza si è trasferita di scuola in scuola negli ultimi 10 anni. Con la conferma della signora Weiss, Betty capisce che Evelyn ha 26 anni, e ha sempre cambiato scuola per reclutare nuovi membri nella Fattoria. Tra l'altro, la notizia più scioccante, è che Evelyn non è figlia di Edgar, bensì sua moglie. Betty, inoltre, scopre da Toni che Edgar vuole non solo sposare Alice, ma anche adottare Juniper e Dagwood. Visto che sono solo povere anime innocenti, Betty sprona la zia Penelope a rivendicare i bambini, e la donna giunge ad un accordo con Edgar: lei prende Dagwood, ma Juniper resta. Dunque, una notte, Betty e Toni rapiscono Juniper, ma la Cooper cade in un tranello della Topaz, che oramai è interamente assorbita dalla Fattoria. Edgar invita Betty ad unirsi a loro, come hanno fatto Alice, Polly, Cheryl, Kevin e Toni ma, la ragazza, inizialmente tentata, rinsavisce e scappa via. Alla fine dell'episodio, rincasata a Pembrooke, Betty apprende da Veronica che nel mentre del trasferimento di suo padre nella prigione di Hiram, c'è stato un incidente da cui nessuno è uscito sopravvissuto.
- Ascolti USA: telespettatori 710.000 - rating 18-49 anni 0.2%[23]

## Capitolo cinquantacinque: "Il ballo"
- Titolo originale: Chapter Fifty-Five: Prom Night
- Diretto da: David Katzenberg
- Scritto da: Britta Lundin e Devon Turner

### Trama
Betty e Veronica sopraggiungono sulla scena dell'incidente capitato al bus che trasportava cinque detenuti al carcere di Hiram, incluso Hal. Nonostante lo sceriffo Jones informi le ragazze che nessuno è sopravvissuto, Betty è preoccupata che il padre abbia approfittato di lei per farlo trasferire e mettere in atto il suo piano di fuga. Decide dunque di aspettare l'esito delle autopsie dei corpi, e intanto, Betty si reca dalla madre Alice alla Fattoria per metterla in guardia. Tuttavia, Alice, già informata da FP, è convinta che l'ex marito sia morto, e inoltre, Betty nota che la donna si è fatta tatuare sul polso il simbolo dell'infinito, come se fosse una sorta di anello di fidanzamento con Edgar. Nel frattempo, da una chiacchierata con Jellybean, Jug capisce che la sorella ha incontrato il Re Gargoyle e scopre dell'esistenza di una sorta di Vangelo. Tale oggetto viene rinvenuto proprio da Jug in un vecchio autobus abbandonato dei Gargoyles. Nel mentre, Mary Andrews torna a Riverdale per l'assenza di Fred, in modo da tener compagnia ad Archie, che le racconta della sua nuova passione per la boxe. Archie è sostenuto da Veronica, che oltre ad aver persuaso il ragazzo a inseguire i suoi sogni anche dopo l'episodio con Randy Ronson, è diventata suo manager. Archie è tentato all'idea di partecipare ad un'importante competizione offertagli da Ronnie, se non fosse che Mary, spaventata per l'incolumità del figlio, disapprovi e non firmi il suo modulo di partecipazione. Malgrado ciò, Archie falsifica la firma della madre affinché possa prendere parte al torneo. Poco dopo, però, Mary, sentendosi in colpa per non aver sostenuto il figlio, riesce a combinare un incontro con una sua amica di vecchia data, Brooke, che propone ad Archie un ottimo programma di boxe all'accademia navale. L'appuntamento si conclude con un ritrovo alla palestra del ragazzo per dimostrare il suo valore sul ring. Archie, dopo aver accettato di gareggiare, apprende che sia la sfida di prova, che quella per il campionato organizzatagli da Veronica è nello stesso giorno. Sebbene Veronica tenti di dissuadere Archie dal combattere due volte in una sola giornata, il ragazzo fa di testa sua, e in seguito al primo incontro, andato male, si presenta al El Royale per gareggiare con Fangs, dinanzi a Brooke. Purtroppo, la stanchezza e una settimana a soffrire la fame per essere in linea, hanno la meglio sul giovane, che sfinito perde i sensi. Frattanto, Betty riceve una telefonata dal dottor Curdle, che le conferma della morte del padre, accertata dal ritrovo di una mano mozzata. In tutto ciò, il ballo scolastico è alle porte, e mentre Archie invita Veronica da amico, Edgar lancia un ultimatum a Cheryl: essere la reginetta del ballo, e quindi rovinare l'immagine di uguaglianza della Fattoria, o smettere di vedere Jason. La Blossom non ci pensa due volte, e rinuncia all'incarico di reginetta. Parallelamente, Betty e Jughead si dirigono dal dottor Curdle per il referto dell'autopsia di Kurtz, che mostra sulla schiena gli stessi simboli runici, come Dilton, Ben e Baby Theet. Rintracciato il tatuatore che li ha fatti a Kurtz, Betty e Jug sospettano che il misterioso uomo al quale il tatuatore ha marchiato gli stessi segni circa un anno prima, sia Edgar. Smentiscono però tutto quando Edgar, spogliandosi, dimostra che hanno torto. Trovandosi punto e da capo, i due amati escogitano un piano basandosi sul Vangelo dei Gargoyles, così da catturare il Re una volta per tutte al ballo, servendosi anche dell'aiuto dei Serpents e delle Pretty Poisons. Nel mentre della festa, Veronica, turbata, rivela ad Archie un segreto sconcertante che Pop le ha svelato poco prima di andare al ballo: a quanto pare, Ronnie è stata ingannata da Hiram, che è ancora proprietario della tavola calda e anche del Bonne Nuit. Decisa ad annientare il padre per sempre, Veronica chiede l'aiuto di Archie, che accetta molto volentieri. Intanto, una lettera firmata dal Re Gargoyle, spinge Betty ad abbandonare il ballo per raggiungere il posto in cui tutto ebbe inizio durante la Festa dell'Ascensione di 20 anni addietro: il bagno delle ragazze. Qui, Betty si imbatte finalmente nel Signore di G&G, ma nel momento in cui caccia una pistola e sta per smascherarlo, viene aggredita dal redivivo Black Hood, che ha sostituito al posto della sua mano recisa, un affilato uncino. Betty scappa via, e dopo una spericolata fuga nei corridoi scolastici, si ricongiunge con Jughead. Insieme ad FP, Betty e Jug credono che il Re Gargoyle e il Black Hood collaborino. Alla fine della puntata, Betty, pur di stare accanto ad Alice e proteggerla dal padre, decide di accogliere l'offerta di Edgar di restare alla Fattoria.
- Ascolti USA: telespettatori 700.000 - rating 18-49 anni 0.2%[24]

## Capitolo cinquantasei: "Il segreto della casa della raccolta"
- Titolo originale: Chapter Fifty-Six: The Dark Secret of Harvest House
- Diretto da: Rob Seidenglanz
- Scritto da: Cristine Chambers e James DeWille

### Trama
FP e Jughead cominciano le indagini per la cattura del Black Hood, e prima di tutto, parlano con il Dottor Curdle Jr., che aveva assicurato la morte di Hal Cooper. Con uno studio più approfondito, Curdle fa notare ai due, dei segni evidenti sulla mano amputata dell'uomo, che fanno pensare che se la sia asportata di sua spontanea volontà per inscenare la sua morte. Altrove, Hermione si dimostra essere impotente dinanzi alla volontà di Hiram di comprare l'intera città di Riverdale, e, a detta sua, di proteggerla dai numerosi spacciatori e dalle nuove gang. Veronica origlia la conversazione dei genitori, e si rivolge alla madre di Archie, Mary, per sapere se vi è qualche possibilità di mandare in prigione suo padre. A Ronnie viene in mente l'idea di incolpare Hiram di tutte le cose illegali avvenute nel suo Bonne Nuit, ora che ha scoperto che non è mai stata di sua proprietà, ma sempre dell'uomo. Mary contatta dunque una sua amica dell'FBI, Amanda, volenterosa di sbattere in cella Hiram. Tuttavia, la donna dice che la mossa più brillante e credibile per incastrarlo, sia beccarlo in flagrante, pertanto Archie e Veronica escogitano un piano: Archie sfida apertamente Hiram ad un incontro di boxe, di fronte ad alcuni suoi soci in affari, così da costringerlo ad accettare, e se vincerà il giovane, l'uomo dovrà abbandonare per sempre Riverdale; Veronica, invece, fa passare come un'idea del padre quella della sfida e del giro di scommesse su di essa. L'incontro inizia, e mentre Veronica gestisce, con l'aiuto di Reggie, la serata di scommesse al Bonne Nuit, Archie e Hiram se le danno di santa ragione sul ring, finché Lodge non comincia a giocare sporco, incitando Archie a rompere gli schemi. Hiram pare avere la meglio sul ragazzo, e nel contempo, la polizia arriva, come previsto, al Bonne Nuit, dove Ronnie, onorata, spiega che è stata tutta opera del papà. Veronica viene avvertita però da Reggie di alcune scommesse che puntano sulla morte di Archie. La giovane corre immediatamente a El Royale, e prima che Hiram possa finire una volta per tutte Archie, lo stoppa. In quel momento, arriva anche FP, che con grande gloria, arresta Hiram. Veronica si gode la vittoria andando a trovare il padre in prigione, e salutandolo per sempre. Archie, d'altra parte, viene curato da Mary delle sue ferite, e dalle parole della madre, il giovane corre da Ronnie per dichiararle di esserne ancora innamorato. Purtroppo, Archie arriva troppo tardi, poiché Veronica ha già scelto Reggie, quindi se ne va amareggiato da Pembrooke. Parallelamente, il soggiorno di Betty alla Fattoria diventa giorno dopo giorno sempre più strano, fin quando Alice e Polly non le comunicano di averle tenuto nascosto il fatto di possedere dei determinati geni, conosciuti anche come geni dei serial killer. Edgar però si offre volontario per aiutarla, e durante il primo colloquio tra i due, Betty entra in una dimensione onirica, nella quale si imbatte nella sua metà malvagia. Ritornata in sé, Betty si aggiorna con Jughead, che intanto sta continuando con le ricerche sul Re Gargoyle. Jug risale a Ricky come colui che al ballo aveva fatto recapitare a Betty il messaggio da parte del Re, dunque si consulta con JB, che gli dice che Ricky si trova nel bosco per ascendere. Jug ferma appena in tempo il ragazzino dal bere da uno dei due calici avvelenati, ma Ricky, grande adoratore di G&G, fa aggredire l'Incantatore Infernale dal suo gruppo di bimbi sperduti. Jug si rifugia nel bunker segreto, dove ritrova, a sorpresa, Ethel, terrorizzata a morte che il Re Gargoyle possa ucciderla per non aver portato a termine la missione: è infatti stata Ethel a dire a Ricky di far recapitare la lettera a Betty. Jug convince la ragazza a smetterla di giocare, ma non riesce a farsi dire l'identità del Re. Ethel calma poi i ragazzini, volendoli portare al sicuro, ma si accorge che Jack, il più piccolo, non è presente. Una volta trovato il bambino, i 3 vengono aggrediti dal Black Hood, ma Jug riesce a tenerlo a bada giusto il tempo per potersi mettere in fuga insieme a Ethel e Jack. Con l'aiuto di FP, i bimbi vengono portati in salvo, e Ethel, sentendosi in debito con Jughead, gli rivela l'identità del Re Gargoyle: è Jason Blossom. Alquanto stranito, il ragazzo contatta Betty, che gli consiglia di riesumare il corpo dell'ex compagno di scuola per esserne certo. Jug esegue e, misteriosamente, capisce che Ethel aveva ragione, dato che nella bara non vi è nessun cadavere. Nel frattempo, Betty è vicina allo scoprire la verità sulla Fattoria, e apprende da Cheryl, Toni, Kevin e Fangs che Edgar sottopone i suoi seguaci a degli interventi chirurgici per liberarli dal dolore psicologico, cosa che sembra rallegrare i ragazzi, ma spaventare Betty. Questa si ripresenta da Edgar per un'altra sessione, ma stavolta si prepara con dei tappi di cera per non soccombere ai presunti tentativi ipnotici dell'uomo. Difatti, Betty finge di stare immaginando agli occhi di Edgar, che, cascandoci, la conduce in una stanza buia. Qui, Betty capisce di non essere pazza, in quanto non parlava con la sua parte malvagia precedentemente vista, bensì con Polly. Betty idealizza che Edgar ipnotizzi i suoi seguaci, al fine da convincerli di essere malati, e sottoporsi a delicati interventi chirurgici. Tuttavia, nessuno le crede, così lavora per conto proprio per dimostrare di avere ragione: dapprima nota Evelyn assumere dei farmaci antirigetto, dedicati a quei pazienti che si sono fatti operare di trapianto, per poi incappare in una sorta di sala operatoria annessa ad una cella frigorifera, in cui vi sono contenitori pieni di organi umani. Avendo le prove necessarie, Betty le porta da Cheryl, che cominciando a credere alla cugina, fila immediatamente da Toni, in procinto di essere operata, per salvarla. Le due amate tentano di scappare via, ma Cheryl si sacrifica per la libertà di Toni, che esce da quel luogo infernale mentre la fidanzata viene fermata e portata via dagli scagnozzi della Fattoria. Infine, Betty cerca di avvertire Kevin e Fangs, i quali, interamente assorbiti dal culto, la fanno prigioniera per condurla tra le mani di Edgar, che la prepara per un intervento chirurgico.
- Ascolti USA: telespettatori 740.000 - rating 18-49 anni 0.3%[25]

## Capitolo cinquantasette: "Sopravvivere alla notte"
- Titolo originale: Chapter Fifty-Seven: Survive the Night
- Diretto da: Rachel Talalay
- Scritto da: Roberto Aguirre-Sacasa e Michael Grassi

### Trama
Toni, scappata dalla Fattoria, raggiunge Thistlehouse, dove Penelope la cura e le offre una calda bevanda. Dopo che Toni racconta del traffico di organi di Edgar, la ragazza perde i sensi a causa dell'infuso di Penelope, che si reca alla Fattoria per un accordo con Evernever, e interrompe, senza volerlo, un intervento al cervello di Betty: lei comprerà l'intera scorta di organi di Edgar, e in cambio, l'uomo le ridarà Betty. Tramite questo incontro con la signora Blossom, Edgar capisce che le voci stanno circolando in fretta a Riverdale, pertanto comunica ad Evelyn di anticipare l'ascensione a quella sera stessa. Alice cerca invece spiegazioni su dove si trovi la figlia, ma Edgar le dice che la ragazza è riuscita a fuggire insieme a Toni, anche se la donna non sembra bersela. Nel frattempo, Jug continua le proprie indagini, e si ricorda che nel corpo di Baby Theet, era stato rinvenuto un pacco di fiammiferi appartenenti al Maple Club di Penelope, così, informandosi, capisce che la Blossom veniva molto spesso in compagnia di quello che diceva essere suo figlio Jason. Veronica ed Hermione, intanto, sono ufficialmente responsabili delle Industrie Lodge, e proprietarie di ogni acquisto di Hiram, incluso Pop's e El Royale, che Ronnie decide di affidare permanentemente ad Archie. Subito dopo aver ricevuto la splendida notizia e averla condivisa con la madre Mary, ad Archie viene recapitato un pacco con un vestito elegante, e un invito molto strano dal mondo di G&G, arrivato altresì a Veronica e Jughead, che si riuniscono insieme da Pop per parlarne. In seguito, Betty si sveglia in una camera a Thistlehouse, trova il medesimo biglietto, e un abito, e scendendo le scale, incappa in Archie, Veronica e Jughead, seduti ad un tavolo con Penelope. La donna si svela dunque essere la mente malata dietro tutti i disastri di questa terza stagione, e presenta ai 4 ragazzi, Sorella Woodhouse, suo mentore da quando era una piccola paziente al SOQM. Penelope chiama poi a sua raccolta il Black Hood, alias Hal Cooper, e il famigerato Re Gargoyle, la cui identità è dimostrata essere non quella di Jason, bensì di Chic, il quale, non era stato eliminato dal Black Hood nella precedente stagione, ma reclutato dall'uomo e da Penelope in qualità di loro aiutante, e tra l'altro, finge di essere il defunto Jason, tingendosi i capelli di rosso, vestendosi e facendosi chiamare come lui. Penelope racconta la sua storia, di come disprezzi talmente tanto Riverdale per averla fatta crescere con i Blossom, e sposare Clifford, che ha per giunta ammazzato il suo dolce Jason, e rivela anche di aver sempre saputo delle mosse del Black Hood sino dai suoi primi attacchi, essendo stata l'amante di Hal. Penelope ha diffuso a Riverdale il gioco di G&G, prima al Midnight Club, poi a Chic, a Ben, a Dilton e a tutta la città. La padrona di casa vuole provare ad Archie, Betty, Veronica e Jughead di essere tanto cattivi e velenosi quanto Riverdale, così, propone ai cosiddetti "Figli del Midnight Club", un ultimo test: sopravvivere l'intera notte, e accettare le sfide che verranno loro proposte, altrimenti moriranno. Si inizia con uno scontro fisico tra il Paladino Rosso e un forzuto uomo-grizzley, che termina con la vittoria di Archie; successivamente, arrivando dinanzi ad un altare, l'Incantatrice, ovvero Veronica, deve scegliere il suo amico più stretto con cui fare una specie di gioco della bottiglia con dei calici, finché uno dei due non berrà quello avvelenato. Betty si offre volontaria, malgrado Veronica tenti di dissuaderla, e le due amiche cominciano il giro. Alla fine, rimane solamente un'unica coppa, destinata a Betty, ma Veronica la beve al posto della ragazza per salvarla. A quel punto, Penelope compare e comunica loro che hanno passato il test, poiché si basava sulla lealtà, tuttavia, ogni calice era intossicato, e Betty e Ronnie hanno tempo fino all'alba per trovare l'antidoto. Dopodiché, mentre Archie e Veronica si dichiarano ancora innamorati l'uno dell'altro, Jug affronta Chic, che viene steso dopo una violenta lotta. Infine, il turno di Betty consiste nello sfidarsi con il padre Hal, e servendosi di una pistola offertale, gli spara alla mano. Penelope, delusa dall'incompetenza di Hal, lo elimina una volta per tutte, e Archie riesce a recuperare l'antidoto per Betty e Veronica. Penelope, disubbidendo alle sue stesse regole, dal momento che i 4 hanno superato la prova, ordina ai Gargoyles di ucciderli, e i ragazzi si danno alla fuga nel bosco. Parallelamente, Cheryl è intrappolata alla Fattoria, e tenta di convincere Kevin e Fangs del lavoro sporco di Edgar, e promette di trovare delle tracce, ma l'unica cosa in cui si imbatte è il cadavere di Jason, riesumato. Infuriatasi, Cheryl corre da Edgar, che stava intrattenendo una conversazione con Alice, però viene rispedita in camera con la forza. Ci pensa Alice a liberare e far scappare Cheryl, affidandole Juniper e il compito di proteggere Betty. Frattanto, Toni si riprende, e capisce da Nana Rose che Archie, Betty, Veronica e Jug sono nei guai, ma per lei, l'unica priorità è salvare Cheryl, che però ritorna appena in tempo tra le braccia dell'amata. Insieme, Cheryl e Toni, uniscono le forze con Serpents e Pretty Poisons nel tentativo di mettere in salvo i 4 amici. A suon di frecce, i Gargoyles vengono respinti dalle due bande, dando il tempo a Betty e Veronica di ingerire l'antidoto. Risolta la questione, tutti corrono alla Fattoria, dove trovano solamente un povero Kevin, che dice loro che è dovuto restare per raccontare cosa è successo: l'ascensione è stata completata, e i seguaci della setta, inclusi Edgar, Evelyn, Alice, Polly e Fangs, sono scomparsi e non li rivedranno mai più. Tempo dopo, a Riverdale le cose sembrano essersi risanate, con Hal morto e Chic in prigione, nonostante Penelope sia riuscita a svignarsela. La pace dura poco, visto che Hermione viene portata via dalla polizia dinanzi agli occhi di Veronica, accusata del tentato omicidio del marito Hiram, artefice della situazione, e in vena di vendetta verso la figlia. Cheryl ha, tra l'altro, portato a Thistlehouse il cadavere di Jason, mentre Betty e Jug incontrano un agente dell'FBI, che li informa del fatto che Alice, per tutto il tempo trascorso alla Fattoria, era sotto copertura per lavorare per conto dei federali, dato che la setta è oggetto di indagini da molto tempo. La rivelazione più scioccante è che l'agente è Charles, figlio di Alice e FP creduto morto. Dopo questi ultimi, e folli avvenimenti, Archie, Betty, Veronica e Jughead si danno appuntamento da Pop, promettendosi di stare lontani da omicidi e faccende fatali, come normali adolescenti. Un flashforward, però, mostra Archie, Betty e Veronica, semi nudi, davanti ad un falò, insanguinati, in procinto di bruciare degli abiti, compreso il cappello iconico di Jughead. Betty riferisce ad Archie e Ronnie che dopo essersi diplomati, non dovranno fare parola con nessuno di quello che è capitato, e di doversi dividere per sempre.
- Ascolti USA: telespettatori 860.000 - rating 18-49 anni 0.3%[26]